# Zbrodnia w Ponarach
Zbrodnia w Ponarach – zbiorowe egzekucje przeprowadzane przez okupantów niemieckich i ich litewskich kolaborantów, w czasie II wojny światowej, w latach 1941–1944, nieopodal miejscowości Ponary pod Wilnem.
W okresie pierwszej okupacji sowieckiej w Ponarach rozpoczęto budowę podziemnych magazynów paliwa lotniczego. Gdy w czerwcu 1941 roku Wileńszczyzna została opanowana przez wojska niemieckie, nowy okupant wybrał niedokończone magazyny na miejsce masowych egzekucji. Rozstrzeliwano tam Żydów z Wilna i innych miejscowości, a obok nich także przedstawicieli polskiej inteligencji i członków polskiego ruchu oporu, sowieckich jeńców wojennych, działaczy komunistycznych, Romów. Wykonawcami egzekucji byli przede wszystkim członkowie litewskiej formacji kolaboracyjnej Ypatingasis būrys.
Masowe egzekucje w Ponarach były największą zbrodnią popełnioną w okresie okupacji niemieckiej na Kresach Północno-Wschodnich II Rzeczypospolitej. Dokładna liczba ofiar pozostaje trudna do ustalenia ze względu na fakt, że w ostatnim okresie wojny Niemcy ekshumowali masowe groby i spalili większość zwłok. W literaturze przedmiotu szacowano ją zwykle na około 100 tys. osób. Monika Tomkiewicz, autorka wydanej przez Instytut Pamięci Narodowej monografii na temat zbrodni ponarskiej, ocenia natomiast, że liczba zamordowanych sięgnęła 80 tys. osób, w tym 72 tys. Żydów i 1,5–2 tys. Polaków.

## Początek niemieckiej okupacji Wileńszczyzny

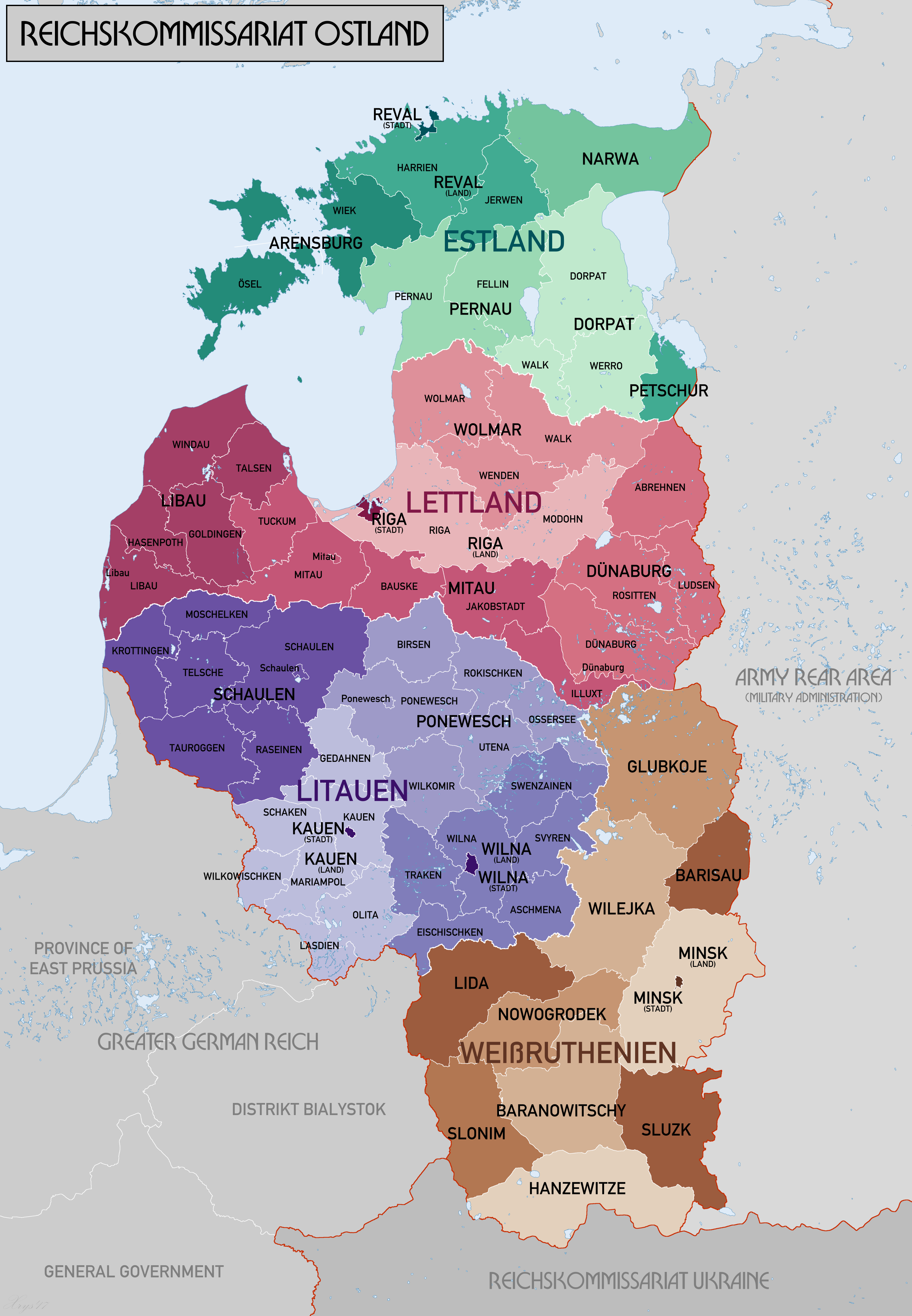
Mapa Komisariatu Rzeszy Wschód. Wilno wraz z częścią Wileńszczyzny znalazło się w granicach Generalnego Komisariatu Litwy (kolor fioletowy)

W okresie międzywojennym Wilno było stolicą polskiego województwa wileńskiego i najważniejszym polskim ośrodkiem naukowym, kulturalnym i gospodarczym na Kresach Północno-Wschodnich. Było jednocześnie ważnym ośrodkiem kulturalnym i religijnym mniejszości żydowskiej; nazywano go „Jerozolimą Północy”. Przed wybuchem II wojny światowej Wilno liczyło 209 tys. mieszkańców, w tym 137 tys. Polaków i 57 tys. Żydów. Liczba mieszkańców przyznających się do narodowości litewskiej wynosiła natomiast niespełna 1600 osób, tj. 0,8 proc. (według spisu z 1931). W konsekwencji sowieckiej agresji 17 września 1939 roku Wilno zostało zdobyte przez Armię Czerwoną, a następnie przekazane Litwie. W czerwcu 1940 roku wraz z całą Litwą znalazło się ponownie pod sowiecką okupacją.
22 czerwca 1941 III Rzesza zaatakowała ZSRR. Oddziały Wehrmachtu wkroczyły do Wilna już w trzecim dniu wojny. Niemal natychmiast w charakterze zakładników zatrzymano 60 Żydów i 20 Polaków. 26 czerwca w mieście pojawili się funkcjonariusze Sonderkommando 7a dowodzeni przez Waltera Blume. Był to pododdział Einsatzgruppe B – jednej z czterech specjalnych grup operacyjnych SD i policji bezpieczeństwa, których zadaniem było mordowanie Żydów, komunistów oraz wszystkich innych osób uznawanych za zagrożenie dla niemieckiego panowania. SK 7a przebywało w Wilnie tylko przez kilka dni, po czym zostało zastąpione przez inny pododdział tej samej grupy operacyjnej, tj. Einsatzkommando 9 dowodzone przez Alfreda Filberta. W pierwszych dniach okupacji funkcjonariusze SK 7a i EK 9 aresztowali w mieście blisko 8 tys. osób, w zdecydowanej większości Żydów. 3 lipca wojskowy komendant miasta wydał zarządzenie, które narzucało wszystkim Żydom obowiązek noszenia specjalnych oznaczeń (kilka dni później zastąpiony obowiązkiem noszenia opaski z Gwiazdą Dawida). Żydów zaczęto masowo zwalniać z zakładów pracy, a także skonfiskowano należące do nich środki transportu i odbiorniki radiowe. Te ostatnie odbierano także Polakom. Żydzi mogli odtąd dokonywać zakupów żywności tylko w specjalnie wyznaczonych sklepach, wyłącznie między godzinami 16:00 a 18:00. Żydom zakazano także przebywania na ulicach między godzinami 18:00 a 6:00, korzystania ze środków transportu publicznego, spacerowania po głównych ulicach miasta, poruszania się chodnikami, korzystania z usług nieżydowskich lekarzy i leczenia się w publicznych szpitalach, a także wstępu do parków, publicznych łaźni, kin, teatrów, restauracji i kawiarni.
Niemieckie wojska zostały z entuzjazmem powitane przez Litwinów. W pierwszych dniach okupacji w Wilnie ukonstytuował się Litewski Komitet Miejski ze Stasysem Żymantas-Żakewicziusem na czele. Korzystając z przychylności niemieckich władz wojskowych Komitet przystąpił do tworzenia litewskiej administracji i podjął zabiegi w celu lituanizacji zdominowanego przez ludność nielitewską miasta. Berlin nie zamierzał jednak wychodzić naprzeciw litewskim aspiracjom. Wkrótce nowi okupanci zakazali działalności litewskich partii politycznych i organizacji społecznych, a nawet wywieszania litewskich flag. Językiem urzędowym w okupowanym kraju został język niemiecki. Przedwojenne terytorium Litwy znalazło się w granicach utworzonego 1 września 1941 roku Komisariatu Rzeszy Wschód – jako Generalny Komisariat Litwy ze stolicą w Kownie.
Wilno wraz z częścią przedwojennego województwa wileńskiego również zostało włączone do Generalnego Komisariatu Litwy. W mieście ulokowano siedziby komisariatu okręgowego miasta Wilna oraz komisariatu okręgu Wilno. Na czele pierwszego stanął komisarz Hans Hingst, a na czele drugiego komisarz Horst Wulff. 3 sierpnia 1941 roku do Wilna wkroczył kolejny pododdział Einsatzgruppen – tym razem było to tzw. Teilkommando 3a pod dowództwem SS-Untersturmführera Ericha Wolffa, wchodzące w skład Einsatzkommando 3a operującego na terenach okupowanej Litwy. Na bazie tej jednostki zorganizowano ekspozyturę SD i policji bezpieczeństwa w Wilnie (Aussendienststelle Sipo und SD Wilna). Kierowali nią kolejno: wspomniany Wolff (do końca września 1941), SS-Hauptsturmführer Heinrich Gerth (do końca 1942), SS-Hauptsturmführer Rudolf Neugebauer (do początku 1944), SS-Hauptsturmführer August Müller (do marca 1944), SS-Sturmbannführer dr Richter (do lipca 1944).
Mimo negatywnego stosunku do litewskich postulatów niepodległościowych Niemcy byli skłonni powierzać Litwinom niższe stanowiska w administracji okupacyjnej. Przystąpili także do organizowania litewskiej policji pomocniczej; do 1944 roku jej liczebność sięgnęła 25 batalionów. W walce z polskim i komunistycznym ruchem oporu niemieckie służby bezpieczeństwa korzystały również ze wsparcia litewskiej policji bezpieczeństwa (Saugumo policija). Była ona szczególnie niebezpieczna ze względu na dobrą znajomość lokalnych stosunków. Dowódcą Saugumy w okręgu wileńskim był Aleksander Lileikis.
Szczególną rolę w eksterminacji ludności Wilna i okolic odegrał sformowany na przełomie czerwca i lipca 1941 roku kolaboracyjny oddział specjalny, podporządkowany bezpośrednio wileńskiej placówce SD i policji bezpieczeństwa. Formalnie nosił on niemiecką nazwę Sonderkommando der Sipo und SD i litewską Ypatingasis būrys, natomiast miejscowa ludność określała jego członków mianem „szaulisów” lub „strzelców ponarskich”. W skład oddziału wchodziło 4–5 funkcjonariuszy niemieckich służb bezpieczeństwa, kilku agentów oraz skoszarowane komando policyjne w liczbie 45–150 policjantów. Ci ostatni byli w większości Litwinami, aczkolwiek trafiały się wśród nich także osoby narodowości rosyjskiej lub polskiej. Oddziałem dowodził SS-Hauptscharführer Martin Weiss, którego zastąpił z czasem funkcjonariusz o nazwisku Fiedler. Najwyższymi rangą litewskimi oficerami byli natomiast: Juozas Sidłauskas (od 23 lipca do listopada 1941), Balys Norwaisza (do końca 1943), sierż. Jonas Tumas. Początkowo zakładano, że zadaniem Ypatingasis būrys będzie pilnowanie porządku na ulicach i strzeżenie zakładów przemysłowych. Szybko stał się jednak wyspecjalizowanym komandem śmierci, wykonującym masowe egzekucje w podwileńskich Ponarach oraz w innych miejscach straceń na Wileńszczyźnie.

## Egzekucje w Ponarach

### Modus operandi
Przed II wojną światową Ponary (lit. Paneriai, jid. Ponar) były niewielkim osiedlem wypoczynkowym przeznaczonym dla pracowników Polskich Kolei Państwowych. Swą nazwę wzięło od pobliskiej stacji kolejowej, położonej przy linii Grodno – Wilno – Kowno. Leżały na południe od Wilna, od miasta dzieliła je odległość około 10 kilometrów. W pobliżu Ponar, prostopadle do wspomnianej linii kolejowej, przebiegała droga na Grodno, zwana potocznie „grodzieńką”.
W drugiej połowie 1940 roku, w odległości około trzech kilometrów na północny wschód od stacji Ponary, okupacyjne władze sowieckie rozpoczęły budowę podziemnych magazynów paliwa lotniczego. Docelowo miały one zaopatrywać lotnisko wojskowe w pobliskich Chazbijewiczach. Sowieci otoczyli teren budowy dwumetrowym płotem z drutu kolczastego oraz wysiedlili mieszkańców najbliżej położonych domów. Na terenie „bazy”, jak ochrzciła ją okoliczna ludność, zbudowano także kilka drewnianych szop. Prac budowlanych nie zdołano jednak ukończyć przed wybuchem wojny sowiecko-niemieckiej. Po niedokończonych magazynach pozostało sześć wykopanych dołów. Największy miał średnicę około 40 metrów i głębokość około 5–6 metrów, pozostałe średnicę 8 metrów i głębokość 5 metrów. Doły były połączone rowami o średnicy 1 × 1 metr, w których docelowo miały się znaleźć rurociągi.
Latem 1941 roku nowi okupanci wybrali ponarską „bazę” na miejsce masowych egzekucji. Za decyzją tą przemawiało kilka czynników. Ponary leżały w niewielkiej odległości od Wilna, a przebiegające w pobliżu droga i linia kolejowa umożliwiały szybki i łatwy transport ofiar. Fakt, iż teren „bazy” był ogrodzony i otoczony lasami, ułatwiał zachowanie zbrodni w tajemnicy. Wreszcie wykopane przez Sowietów doły bez trudu można było przekształcić w masowe groby. Niemcy wykonali w „bazie” i w jej okolicach pewne dodatkowe prace budowlane. Teren wokół miejsca straceń otoczono czterometrową siatką zwieńczoną drutem kolczastym i częściowo zaminowano. W ogrodzeniu wybudowano dwie bramy. Większa, dwuskrzydłowa, znajdowała się przy szosie „grodzieńce”, nieopodal przejazdu kolejowego. Mniejsza, od strony wsi Nowosiołki, przeznaczona była dla samochodów ciężarowych. Biegnący przed nią odcinek leśnej drogi częściowo wzmocniono drewnianymi podkładami. Na drzewach wokół „bazy” rozwieszono tablice ostrzegające przed minami. Miejscową ludność ostrzeżono, że zbliżanie się do ogrodzonego terenu będzie karane rozstrzelaniem na miejscu. Z relacji świadków wynika, że zginęło co najmniej kilka osób, które złamały ten zakaz. Na terenie bazy stale przebywało około 10–12 członków Ypatingasis būrys, którzy pełnili służbę wartowniczą.

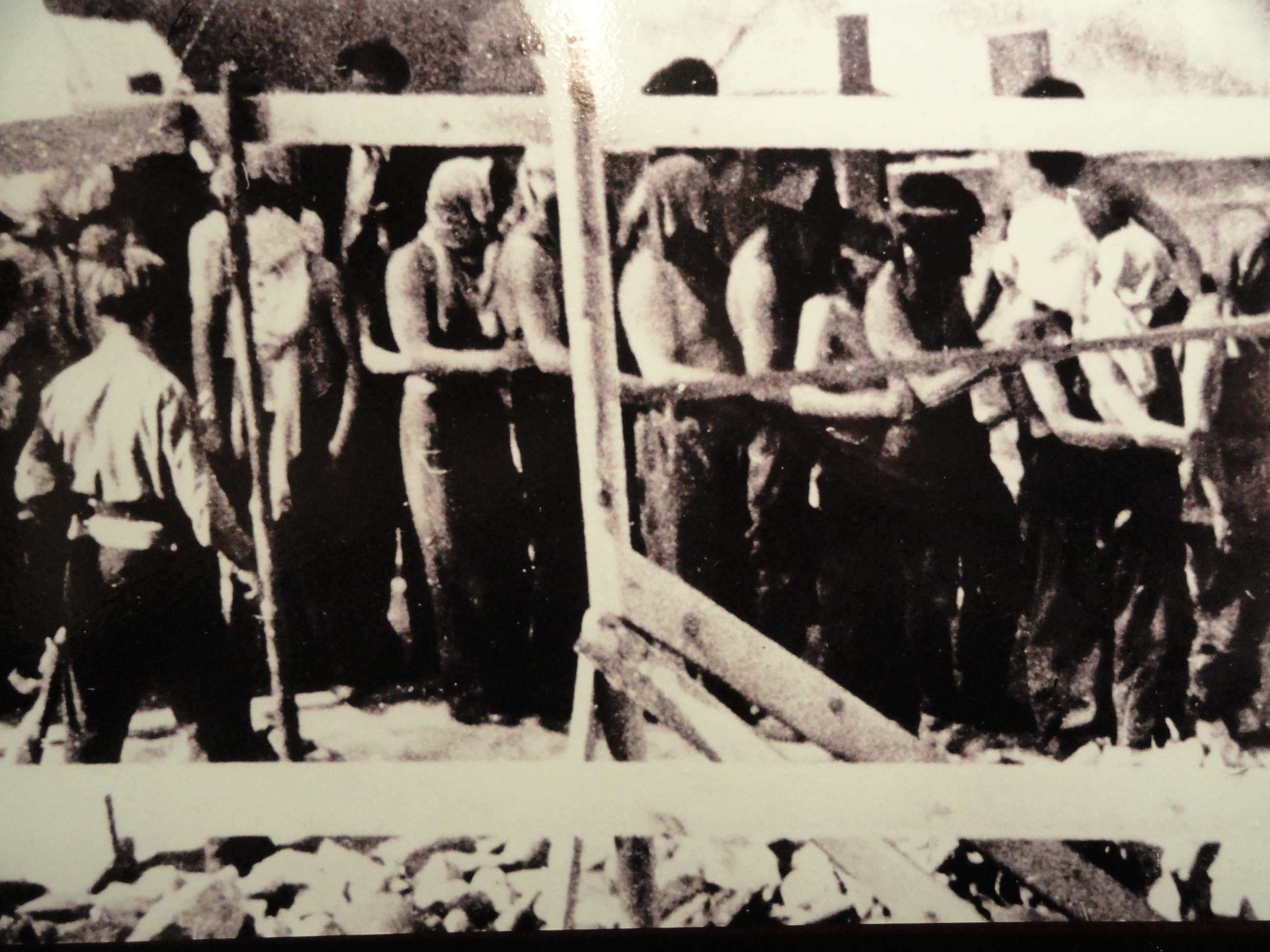
Ofiary z zasłoniętymi oczyma prowadzone na miejsce kaźni

Ofiary były przywożone do Ponar pociągami i samochodami ciężarowymi lub gnane pieszo szosą „grodzieńką”.
- koleją przywożono na stracenie Żydów z Wilna i mniejszych miejscowości. Według świadków do Ponar kilkukrotnie miały także przybyć żydowskie transporty z Europy Zachodniej. Pociągi z polskimi Żydami liczyły zazwyczaj do 40 wagonów i przywoziły do 2,8 tys. ofiar. O wiele mniej liczne miały być transporty zagraniczne; z relacji świadków wynika, że liczyły około 8–9 wagonów. Pociągi zatrzymywały się na zapasowym torze bocznicy kolejowej, która znajdowała się nieopodal stacji Ponary. Tam Żydów wyprowadzano z wagonów, odbierano im bagaż, po czym pędzono pieszo lub zawożono samochodami ciężarowymi do ponarskiej „bazy”[41].
- samochodami ciężarowymi zazwyczaj wywożono na egzekucję więźniów z wileńskiego więzienia na Łukiszkach oraz z więzienia w Trokach. W ten sposób ostatnią drogę do Ponar pokonywali zazwyczaj polscy więźniowie, lecz obok nich – zwłaszcza w pierwszych miesiącach okupacji – także Żydzi z wileńskiego getta i ofiary innych narodowości. Z Łukiszek transporty zazwyczaj odprawiano między godziną 8:00 a 10:00 rano, sporadycznie w godzinach popołudniowych. Jeden z członków Ypatingasis būrys zeznał po wojnie, że Polacy najczęściej byli przewożeni w pozycji siedzącej, natomiast Żydów zmuszano, by przez całą drogę klęczeli na pace samochodu. Niekiedy ofiarom krępowano ręce z tyłu drutem kolczastym[42].
- pieszo pędzono na miejsce straceń przede wszystkim Żydów z wileńskiego getta. Kolumny ofiar były najczęściej widziane w 1941 roku. Świadkowie wspominali, że rozciągały się niekiedy na kilka kilometrów[43].

Wielokrotnie ofiary ginęły jeszcze przed dotarciem do „bazy”. Osoby nie będące w stanie znieść trudów pieszego marszu do Ponar, były zabijane przez konwojentów, a ich zwłoki wrzucano na furmanki podążające za kolumną. W przypadku transportów kolejowych zdarzało się, zwłaszcza w 1943 roku, że podczas jazdy lub po zatrzymaniu pociągu na bocznicy kolejowej ofiary usiłowały uciec z wagonów, a nawet atakowały konwojentów. Uciekinierów mordowano, nierzadko w bardzo brutalny sposób. Tylko nielicznym udawało się ukryć w lesie lub wśród miejscowej ludności. Świadkowie wspominali, że po takich incydentach tory kolejowe i ich pobocza były zasłane dziesiątkami zwłok. Okolicznych mieszkańców zmuszano później do ich zwożenia na teren „bazy”. Zdarzało się, że członkowie oddziału specjalnego pozornie pozwalali Żydom na ucieczkę, by następnie „dla rozrywki” urządzić na nich polowanie.

Przerażeni obserwowaliśmy wszystko przez okna. Widziałam, jak nieznany mi konwojent strzelił do małego chłopca wieku 10–11 lat i przestrzelił mu rękę. Chłopiec upadł, a ten doszedł do niego i dobił go [...] Widziałam, jak Litwini wskakiwali na brzuch ciężarnych kobiet, które uciekając, kładły się na ziemi. Małe dzieci brali za nóżki i rozbijali im głowy, uderzając o pnie sosen – zeznanie Janiny Żygiewicz.

Zazwyczaj transporty były bardzo liczne, stąd rozstrzeliwano je etapami. Ofiary były wtedy zmuszone czekać przed bramą „bazy” – czasami kilkanaście godzin, a niekiedy nawet kilka dni. W tym czasie członkowie Ypatingasis būrys katowali je gumowymi pałkami i szczuli psami. Co kilkanaście minut z tłumu wybierano kolejne partie skazańców, których wprowadzano na teren „bazy. Tam zmuszano ich, aby rozebrali się do bielizny i oddali wszystkie wartościowe przedmioty, a następnie wprowadzano do jednego z dołów, który pełnił funkcję swoistej „poczekalni”.
W dalszej kolejności z dołu zabierano od 10 do 12 skazańców, zazwyczaj posegregowanych pod względem wieku i płci. Prowadzono ich nad masowe groby i rozstrzeliwano. Zdarzało się, że ofiarom zawiązywano oczy i prowadzono ich nad groby gęsiego, nakazując, by trzymali się za ramiona. Początkowo egzekucje przeprowadzano przy użyciu broni maszynowej. Później ofiary zaczęto rozstrzeliwać salwami karabinowymi, zmuszając je uprzednio, by stanęły nad krawędzią grobu plecami do oprawców. Liczba członków plutonu egzekucyjnego była równa liczbie stojących nad mogiłą skazańców. Jeżeli jednak z powodu złej pogody lub zbyt dużej liczby ofiar egzekucję należało przyspieszyć, to odstępowano od tej zasady i mordowano skazańców przy użyciu broni maszynowej lub granatów. Z kolei gdy liczba skazańców była niewielka, to wprowadzano ich pojedynczo na niewielki pomost zbudowany nad masowym grobem i zabijano strzałami karabinowymi. Zdarzało się, że dla zaoszczędzenia amunicji Litwini wrzucali małe dzieci żywcem do grobu lub roztrzaskiwali im czaszki kolbami karabinowymi. Oprawcy zazwyczaj znajdowali się pod wpływem alkoholu. Zdarzało się, że sporządzano dokumentację filmową i fotograficzną z egzekucji.

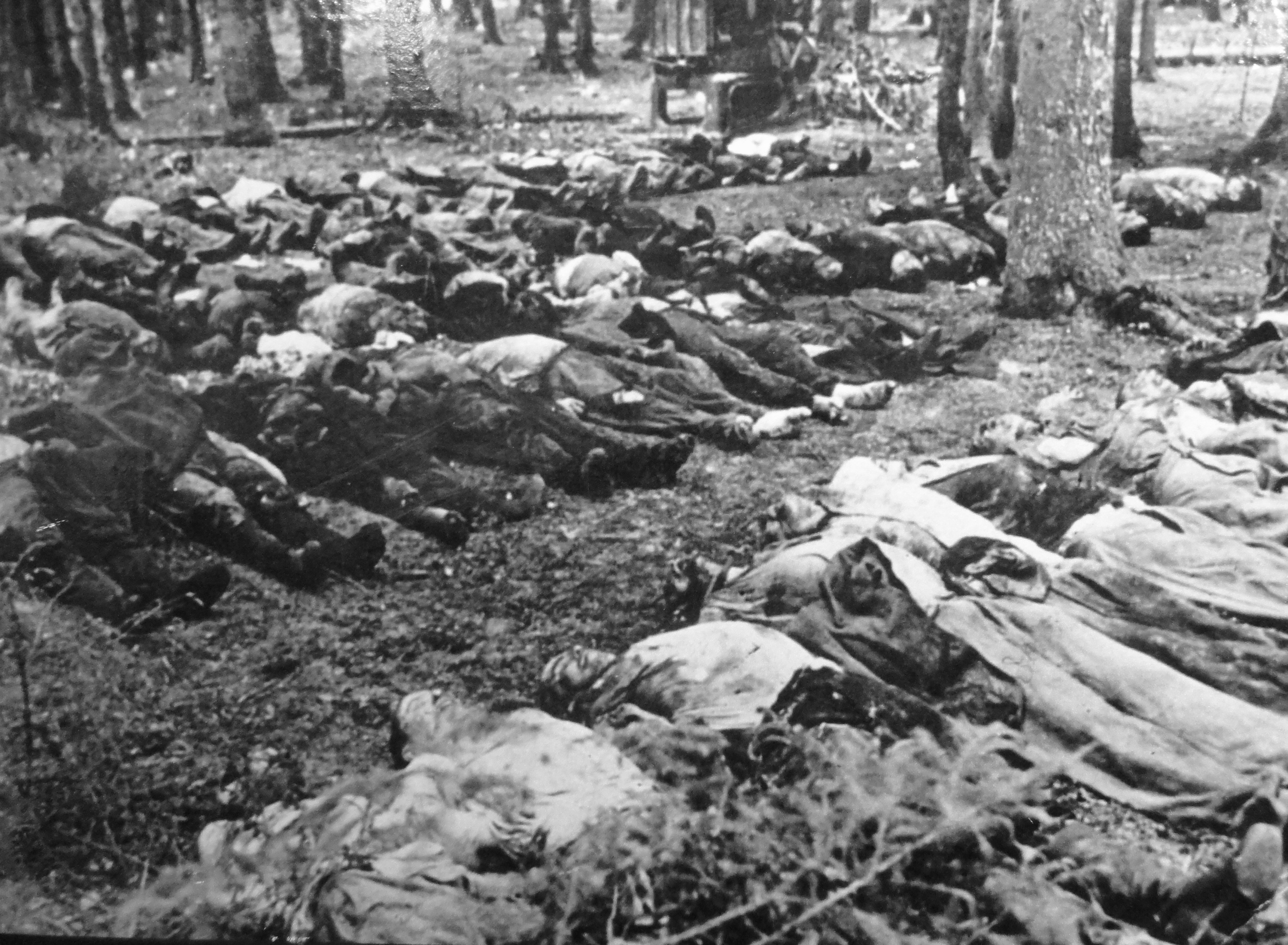
Ofiary zbrodni w Ponarach

Z grona ofiar wybierano kilku mężczyzn, których zmuszano, aby po zakończeniu egzekucji zasypali zwłoki ziemią lub chlorowanym wapnem. Po zakończeniu pracy byli oni mordowani. Znane są wypadki, gdy lekko rannym lub ogłuszonym ofiarom udało się ukryć pod zwałami zwłok i wydostać się z „bazy”.
Początkowo egzekucje w Ponarach przeprowadzało komando egzekucyjne złożone z funkcjonariuszy Einsatzkommando 9, którym dowodził SS-Obersturmführer Schauschütz. Już wtedy Niemcy na szeroką skalę korzystali ze wsparcia litewskich kolaborantów. Od 23 lipca 1941 roku wykonawcami egzekucji byli niemal wyłącznie członkowie Ypatingasis būrys. W ramach oddziału specjalnego nie funkcjonowało wyspecjalizowane komando egzekucyjne, stąd wszyscy funkcjonariusze rotacyjnie uczestniczyli w rozstrzeliwaniu skazańców. Jako najczęstszych wykonawców egzekucji świadkowie wskazywali: Jonasa Dołgowasa („krwawy Jonas”), Dionizasa Golczasa, Hubertasa Dienisisa, Adomasa Kurszisa, Justasa Martisziusa i Stasysa Razutisa. W większych egzekucjach każdorazowo uczestniczyli niemieccy dowódcy oddziału specjalnego: Weiss i Fiedler. Zdarzało się, że osobiście kierowali plutonem egzekucyjnym i własnoręcznie dobijali rannych. Niekiedy obok członków Ypatingasis būrys w egzekucjach uczestniczyli funkcjonariusze litewskiej policji pomocniczej.
Odebrane ofiarom pieniądze, złoto i biżuterię konfiskowali Niemcy. Buty, ubrania i przedmioty codziennego użytku były natomiast rozgrabiane przez członków Ypatingasis būrys, którzy następnie zazwyczaj je sprzedawali, niekiedy w zamian za alkohol. Odzież niezdatną do użycia palono na terenie bazy.

### Eksterminacja Żydów

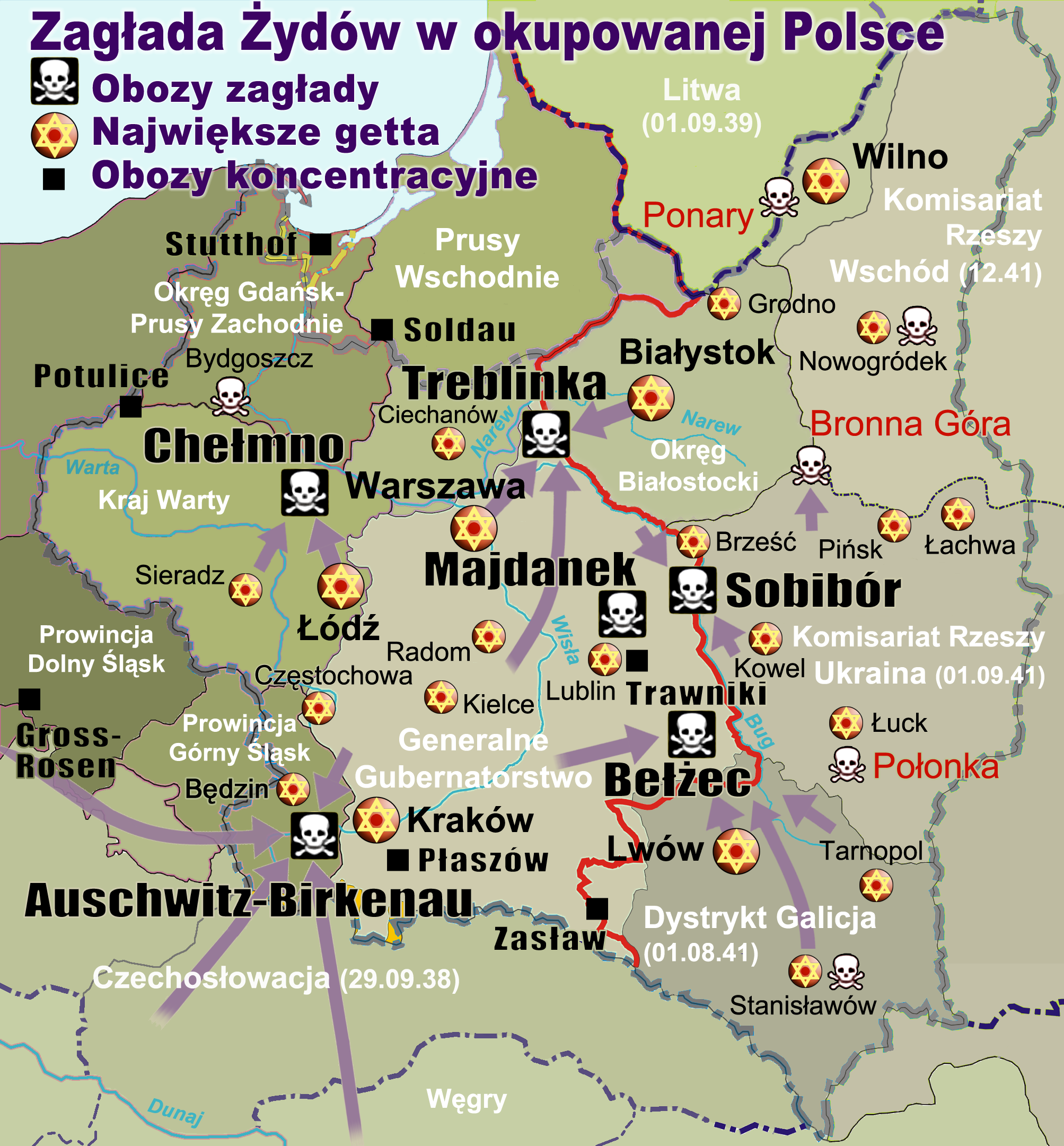
Zagłada Żydów na ziemiach polskich podczas okupacji niemieckiej. Na mapie zaznaczono miejsce egzekucji w Ponarach

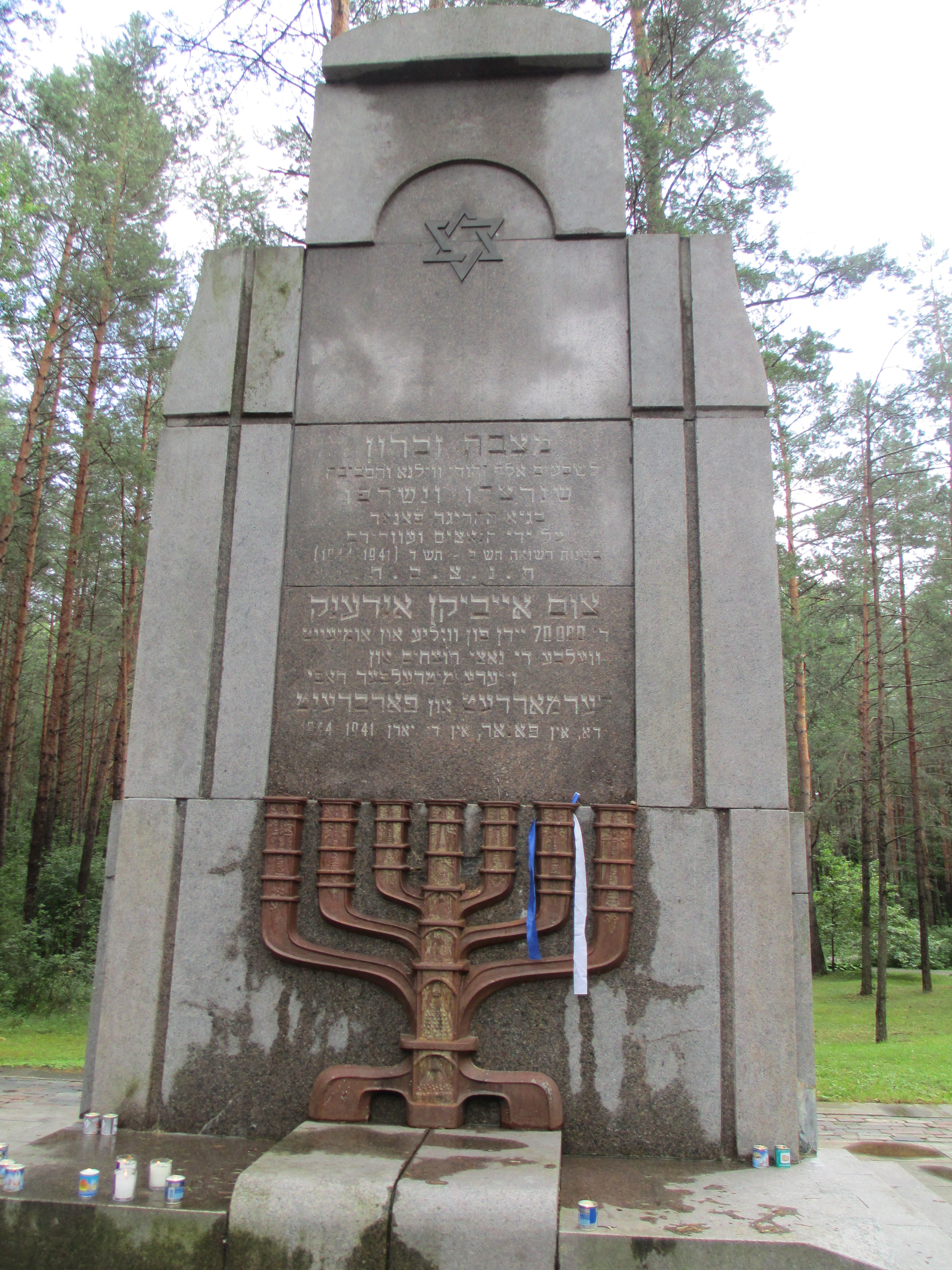
Ponary. Pomnik upamiętniający żydowskie ofiary zbrodni

Według danych oficjalnych w przeddzień wojny niemiecko-sowieckiej w Wilnie zamieszkiwało około 58 tys. Żydów, aczkolwiek według innych źródeł ich rzeczywista liczba mogła sięgać 70 tys., 75 tys. lub nawet 80 tys. osób. Monika Tomkiewicz podaje, że po rozpoczęciu niemieckiej inwazji około 8–10 tys. Żydów zdołało zbiec z miasta, natomiast Arūnas Bubnys szacuje liczbę uciekinierów na nie większą niż 3 tys. Tę ostatnią liczbę podaje także opracowanie Encyclopedia of Camps and Ghettos, dodając, że po wybuchu wojny do Wilna przybyło wielu żydowskich uchodźców z terenów zachodniej Litwy.
27 czerwca, a więc trzy dni po wkroczeniu wojsk niemieckich, rozpoczęły się uliczne łapanki. Żydowskich mężczyzn zatrzymywano i zabierano do pracy w różnych miejscach na terenie miasta. Większość po jej zakończeniu wracała do domów, niektórzy jednak zaginęli bez śladu. Początkowo Niemcy nie przeprowadzali jednak masowych egzekucji. W przeciwieństwie do Kowna czy Szawli Wilno nie stało się także areną pogromu. Antysemickie wystąpienia miejscowej ludności ograniczyły się zasadniczo do napadów rabunkowych.
Sytuacja uległa zmianie wraz z przybyciem Einsatzkommando 9. Niemcy rozkazali litewskiej policji przygotować imienne listy Żydów – przede wszystkim działaczy politycznych, intelektualistów oraz osób zamożnych. W praktyce terror dotknął jednak wszystkie kręgi żydowskiej społeczności. Niemcy i ich litewscy kolaboranci, niekiedy wspomagani przez młodych Polaków, masowo zatrzymywali Żydów w domach i na ulicach, a następnie odprowadzali do więzienia na Łukiszkach. Ofiary spędzały tam od kilku godzin do kilku tygodni, po czym były zabierane do Ponar. Pierwszą egzekucję prawdopodobnie przeprowadzono tam 4 lipca 1941 roku. Z niemieckich raportów wynika, że między 4 a 8 lipca w Ponarach rozstrzelano 321 Żydów. Od 11 lipca w „bazie” mordowano już około 500 Żydów dziennie. Do 20 lipca liczba ofiar sięgnęła około 5 tys. Według innych źródeł w lipcu 1941 roku w Ponarach mogło zostać zamordowanych nawet do 10 tys. Żydów. Wśród zamordowanych znajdowali się wyłącznie mężczyźni, gdyż żydowskich kobiet i dzieci nie objęto jeszcze akcją eksterminacyjną. 23 lipca Einsatzkommando 9 odeszło do Mińska, a tempo akcji eksterminacyjnej przejściowo zmalało. Według niemieckich raportów w okresie między 12 sierpnia a 1 września zamordowano w Ponarach 461 osób, w tym 444 Żydów.
Nową fazę akcji eksterminacyjnej zainicjowały wydarzenia z 31 sierpnia, kiedy to na rogu ulic Wielkiej i Szklanej oddano kilka strzałów w kierunku niemieckich żołnierzy. Rzekomy „zamach” był w rzeczywistości prowokacją, która miała usprawiedliwić masowe egzekucje Żydów. W krótkim czasie zatrzymano setki mieszkańców pobliskich ulic – w większości kobiety i dzieci – których zabrano na Łukiszki, a stamtąd do Ponar. Z niemieckich źródeł wynika, że „odwetową” egzekucję przeprowadzono 2 września, rozstrzeliwując 3,7 tys. Żydów, w tym 2019 kobiet i 817 dzieci. Z kolei według źródeł żydowskich liczba ofiar mogła sięgnąć nawet 5 tys. osób. Wśród zamordowanych znaleźli się członkowie wileńskiego Judenratu. Wydarzenia te, nazwane przez Żydów „wielką prowokacją”, stanowiły preludium do utworzenia wileńskiej dzielnicy zamkniętej. W dniach 6–7 września ludność żydowską przesiedlono do dwóch gett: „małego”, które obejmowało obszar wokół ulic Antokolskiej i Żydowskiej, a częściowo także ulic Gaona i Szklanej, oraz „dużego” – obejmującego obszar wokół ulic Oszmiańskiej, Dziśnieńskiej, Szpitalnej, Jatkowej, Rudnickiej, Straszuna i Szawelskiej, a częściowo także ulic Końskiej, Karmelickiej, Lidzkiej i Zawalnej. W obu gettach znalazło się łącznie około 40 tys. osób. Pozostałych 6 tys. Żydów osadzono na Łukiszkach i w większości rozstrzelano w Ponarach. Według źródeł niemieckich masową egzekucję przeprowadzono 12 września, rozstrzeliwując 3334 osoby. Wraz z wrześniowymi egzekucjami akcją eksterminacyjną objęto całą ludność żydowską – bez względu na wiek i płeć.
Zgodnie z niemieckimi zarządzeniami w „dużym getcie” mieli zostać skoncentrowani Żydzi wykonujący prace na rzecz niemieckiego wojska i instytucji, zwłaszcza robotnicy wykwalifikowani, a także członkowie ich rodzin. Pozostali – w tym dzieci z sierocińców, pacjenci szpitali, osoby starsze – mieli znaleźć się w „małym getcie”. Taki podział nie nastąpił jednak od razu, stąd 15 września na zarządzenie władz niemieckich zaczęto przenosić mieszkańców z jednego getta do drugiego. Podczas tej akcji zatrzymano od 1,2 tys. do 1,5 tys. Żydów, których osadzono na Łukiszkach, a następnie rozstrzelano w Ponarach. Według źródeł niemieckich egzekucja odbyła się 17 września i pochłonęła 1271 ofiar. 1 października, w dniu żydowskiego święta Jom Kipur, Niemcy i ich litewscy kolaboranci wkroczyli do „małego getta”, z którego zabrali i osadzili na Łukiszkach znaczną liczbę mieszkańców. Większość zatrzymanych rozstrzelano w Ponarach. Historycy przedstawiają różne szacunki na temat liczby ofiar tej akcji: Monika Tomkiewicz szacowała ją na 1,7 tys., Arūnas Bubnys na około 2–2,3 tys., Jicchak Arad na około 3–3,5 tys. osób. W ciągu następnych trzech tygodni przeprowadzono jeszcze trzy wielkie akcje eksterminacyjne (3–4 października, 15–16 października i 21 października), w których rezultacie „małe getto” zostało zlikwidowane, a od 6,5–7,5 tys. do 15 tys. jego mieszkańców wymordowano w Ponarach.
24 października i 3–5 listopada w „dużym getcie” przeprowadzono dwie akcje eksterminacyjne, ochrzczone mianem „akcji żółtych zaświadczeń”. Wyłapywano wtedy osoby niechronione zaświadczeniami o zatrudnieniu. Ponadto 29 października Niemcy ujęli znaczną liczbę niepracujących Żydów, którzy uwierzyli w ich zapewnienia, że będą mogli się osiedlić w rzekomo odtworzonym „małym getcie”. Według Arada w czasie tych akcji schwytano łącznie około 6,8 tys. Żydów, których następnie zgładzono w Ponarach. Autorzy opracowania Encyclopedia of Camps and Ghettos szacowali natomiast liczbę zamordowanych na około 7–9 tys., a Monika Tomkiewicz – na około 11 tys. Na początku grudnia Niemcy przeprowadzili w getcie kolejne akcje. Zamordowano wtedy m.in. około 150 Żydów z kryminalną przeszłością oraz żydowskich robotników zatrudnionych przy placówce SD i policji bezpieczeństwa w Wilnie, dotychczas zamieszkujących w wydzielonej strefie przy ul. Straszuna (od 300 do 1600 osób). Wreszcie 20–21 grudnia przeprowadzono tzw. akcję różowych zaświadczeń, w której wyniku zatrzymano i zamordowano osoby, które nie były chronione zarówno „żółtymi zaświadczeniami” o zatrudnieniu, jak i „różowymi zaświadczeniami” wystawianymi przez Judenrat. Według Jicchaka Arada ofiarą tej akcji padło około 400 osób, natomiast Monika Tomkiewicz szacowała liczbę zamordowanych na około 15 tys.
Niepełnych informacji na temat egzekucji, które zostały przeprowadzone w Ponarach latem i jesienią 1941 roku, dostarcza raport dowódcy Einsatzkommando 3a SS-Standartenführera Karla Jägera z 1 grudnia 1941 roku, tzw. Raport Jägera:
| Data egzekucji           | Żydzi     | Żydzi   | Żydzi  | „Inni” | Łącznie |
| Data egzekucji           | Mężczyźni | Kobiety | Dzieci | „Inni” | Łącznie |
| ------------------------ | --------- | ------- | ------ | ------ | ------- |
| 12 sierpnia – 1 września | 425       | 19      |        | 17     | 461     |
| 2 września               | 864       | 2019    | 817    |        | 3700    |
| 12 września              | 993       | 1670    | 771    |        | 3434    |
| 17 września              | 337       | 687     | 247    | 4      | 1275    |
| 4 października           | 432       | 1115    | 436    |        | 1983    |
| 16 października          | 382       | 507     | 257    |        | 1146    |
| 21 października          | 718       | 1063    | 586    |        | 2367    |
| 25 października          |           | 1766    | 812    |        | 2578    |
| 27 października          | 946       | 184     | 73     |        | 1203    |
| 30 października          | 382       | 789     | 362    |        | 1533    |
| 6 listopada              | 340       | 749     | 252    |        | 1341    |
| 19 listopada             | 76        | 77      | 18     |        | 171     |
| 19 listopada             |           |         |        | 14     | 14      |
| 20 listopada             | 3         |         |        |        | 3       |
| 25 listopada             | 9         | 46      | 8      | 1      | 64      |
| Ogółem                   | 5907      | 10 691  | 4639   | 36     | 21 273  |

Jicchak Arad, opierając się przede wszystkim na danych z raportu Jägera, szacował, że w 1941 roku zamordowano w Ponarach nie więcej jak 33,5 tys. Żydów. Liczbę 33 tys. ofiar podaje również Arūnas Bubnys. Według innych źródeł żydowskich liczba zamordowanych wyniosła od 48,5 tys. do 61,9 tys. osób. Z kolei Monika Tomkiewicz przedstawiła w swej monografii następujące szacunki na temat egzekucji Żydów w 1941 roku:
| Data                    | Liczba ofiar |
| ----------------------- | ------------ |
| do 8 lipca 1941         | 321          |
| 11 lipca 1941           | 348          |
| 1 września 1941         | 461          |
| 2 września 1941         | 3700         |
| 12 września 1941        | 3334         |
| 17 września             | 1271         |
| 1 października 1941     | 1700         |
| 4 października 1941     | 1983         |
| 16 października 1941    | 1146         |
| październik 1941        | 15 000       |
| 21 października 1941    | 2367         |
| 24–28 października 1941 | 8000         |
| 25 października 1941    | 2578         |
| 27 października 1941    | 1203         |
| 30 października 1941    | 1533         |
| 3–5 listopada 1941      | 3000         |
| 6 listopada 1941        | 1341         |
| 19 listopada 1941       | 185          |
| 20 listopada 1941       | 3            |
| 25 listopada 1941       | 64           |
| 20–21 grudnia 1941      | 15 000       |
| Ogółem:                 | 64 538 osoby |

Po „akcji różowych zaświadczeń” przez długi czas nie przeprowadzano w getcie wileńskim większych łapanek i akcji eksterminacyjnych. Przejściowo wstrzymano także likwidację Żydów w pozostałych miastach Komisariatu Rzeszy Wschód. Przerwa w akcji eksterminacyjnej nastąpiła na skutek nacisków Wehrmachtu i niemieckiej administracji cywilnej, które na szeroką skalę korzystały z przymusowej pracy Żydów. Do marca 1943 roku ofiarą egzekucji w ponarskiej „bazie” padali najczęściej Żydzi oskarżeni o rozmaite wykroczenia przeciw okupacyjnemu porządkowi (szmugiel, nielegalny handel, ukrywanie się poza gettem, posługiwanie się fałszywymi dokumentami, posiadanie kosztowności). Rozstrzeliwano ich pojedynczo lub w niewielkich grupach. Owych skazańców zazwyczaj wywożono najpierw do miejscowości Pośpieszka pod Wilnem, gdzie przetrzymywano ich przez tydzień, po czym wywożono do Ponar. W ten sposób została zamordowana m.in. Luba Lewicka, popularna przed wojną wileńska śpiewaczka, którą przyłapano na szmuglowaniu żywności do getta. W lipcu 1942 roku na śmierć do Ponar wywieziono z getta 84 lub 86 inwalidów i starców, zatrzymanych i wydanych na rozkaz Niemców przez żydowską policję. Przed egzekucją ofiary umieszczono w pensjonacie w Pośpieszce, do którego Niemcy sprowadzili przedstawicieli prasy i Czerwonego Krzyża, aby „na własne oczy” mogli się przekonać, iż władze okupacyjne zapewniają opiekę starszym i chorym Żydom.
Wiosną 1943 roku pod pretekstem rosnącej aktywności sowieckiej partyzantki Niemcy przystąpili do likwidacji gett w Oszmianie, Michaliszkach, Święcianach i Sołach. Zamieszkałym tam Żydom oznajmiono, że zostaną przesiedleni do gett w Wilnie i Kownie i aby uwiarygodnić te zapewnienia, przeprowadzono deportację rękami żydowskiej policji z Wilna. Na przełomie marca i kwietnia 1250 Żydów ze wspomnianych gett przesiedlono do getta wileńskiego, a dodatkowo 1,5 tys. Żydów z Oszmiany osadzono w różnych obozach pracy na Wileńszczyźnie. Właściwą deportację przeprowadzono natomiast 4 kwietnia. Tego wieczora ze Święcian odszedł transport z mieszkańcami tamtejszego getta, a równocześnie na stacji w Sołach odprawiono transport, w którym znajdowali się Żydzi z Oszmiany, Michaliszek i Sołów. Niemieckie zapewnienia okazały się fałszywe. O świcie 5 kwietnia oba transporty zatrzymały się na stacji w Wilnie, a następnie po krótkim postoju zostały skierowane do Ponar. Zamordowano wtedy około 4 tys. Żydów; tylko nieliczną grupę mężczyzn ze Święcian skierowano do obozu pracy w Bezdanach. Kilkuset Żydów podjęło próbę ucieczki, gdy pociąg zbliżył się do bocznicy w Ponarach. Większość uciekinierów zabito, wielu zdołało jednak przedostać się do getta wileńskiego. Ucieczkę ułatwił fakt, iż podczas postoju w Wilnie polski maszynista Marian Maciejewski (żołnierz AK) pod pozorem sprawdzania zabezpieczeń zdołał wraz ze swym pomocnikiem otworzyć kilka wagonów. Na bocznicy w Ponarach niektórzy młodzi Żydzi gołymi rękami zaatakowali oprawców; w czasie chaotycznej strzelaniny zginęło dwóch litewskich policjantów, a jeden Niemiec został ranny.
Według Moniki Tomkiewicz w czerwcu i lipcu 1943 roku zamordowano w „bazie” jeszcze 566 Żydów. W gronie ofiar znaleźli się m.in. więźniowie ostatniego żydowskiego obozu pracy na Wileńszczyźnie, tj. obozu w Nowej Wilejce.
23–24 września Niemcy zlikwidowali getto wileńskie. Około 4–5 tys. jego mieszkańców, przede wszystkim kobiety i dzieci, wywieziono do obozu zagłady w Sobiborze, od 3 tys. do 3,7 tys. mężczyzn i młodych kobiet przeniesiono do obozów pracy na Łotwie i Estonii, a kilkaset osób starszych lub chorych zamordowano w Ponarach. W Wilnie pozostało, nie licząc osób przebywających w ukryciu, jedynie od 2,2 tys. do 3 tys. Żydów. Były to osoby zatrudnione w zakładach skórzanych „Kailio”, szpitalu wojskowym, warsztatach Wehrmachtu i Gestapo, a także członkowie ich rodzin.
W kolejnych miesiącach w ponarskiej „bazie” rozstrzeliwano Żydów, których schwytano „po aryjskiej stronie”. Tylko między 27 września a 31 października 1943 roku litewska policja zatrzymała w Wilnie 1075 żydowskich uciekinierów, których przekazano niemieckiej policji bezpieczeństwa, a następnie rozstrzelano w Ponarach. Ponadto Niemcy przeprowadzali kontrole w wileńskich obozach pracy, aby wykryć nielegalnie przebywających tam Żydów. Ujętych uciekinierów rozstrzeliwano w Ponarach. Tylko 15 października w obozie przy fabryce „Kailio” schwytano około 30 osób.
Ostatnia wielka egzekucja nastąpiła w pierwszych dniach lipca 1944 roku, na krótko przed ponownym zajęciem Wilna przez Armię Czerwoną. Niemcy wymordowali wtedy żydowskich robotników zatrudnionych na terenie Wilna (ok. 2–2,3 tys. osób), a także więźniów przywiezionych z więzienia na Łukiszkach i aresztu przy ul. Ofiarnej oraz jeńców sowieckich. Łączna liczba ofiar tej egzekucji mogła sięgnąć nawet 4 tys. osób.

### Egzekucje Polaków

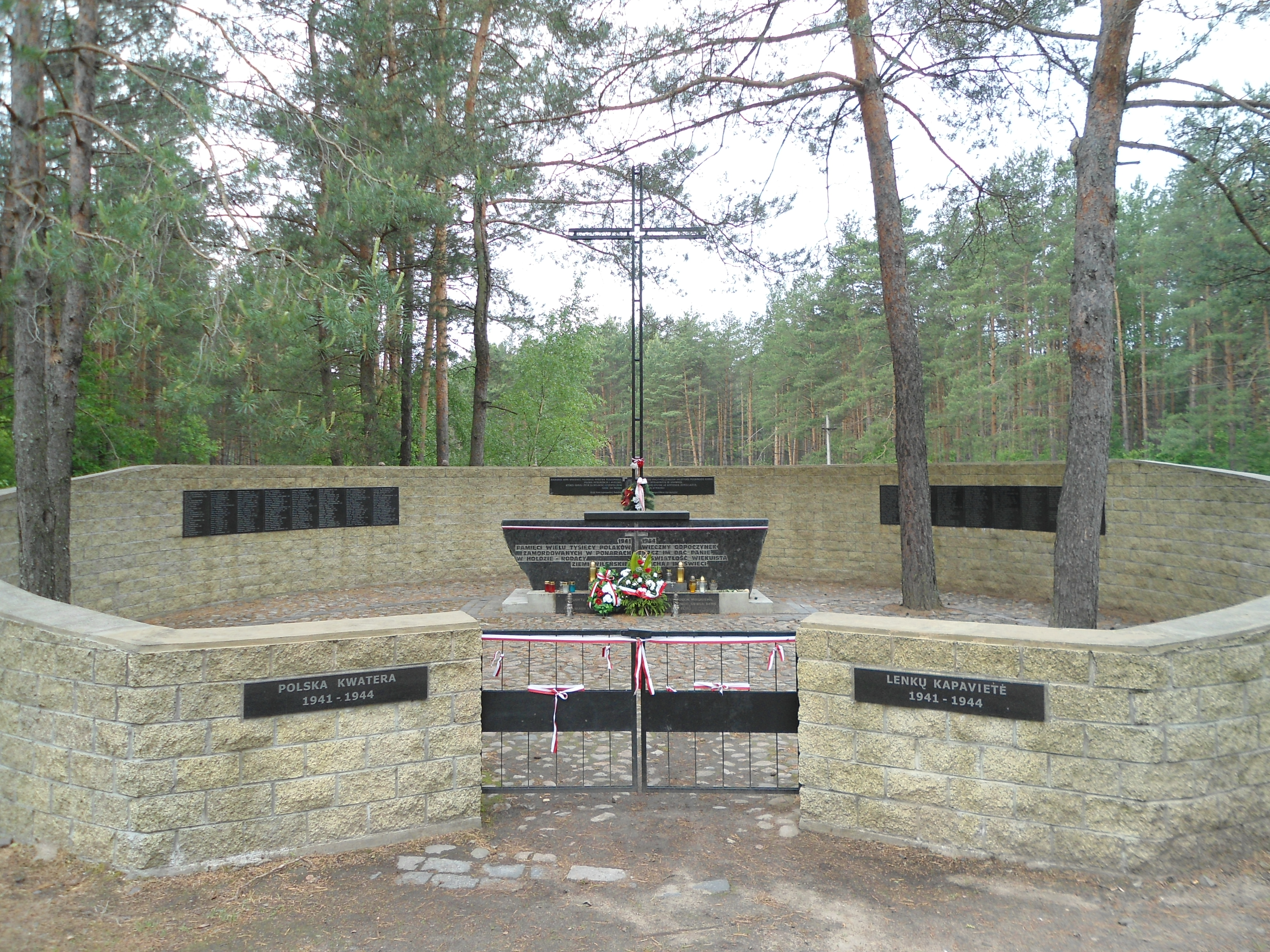
Polska kwatera wojenna w Ponarach

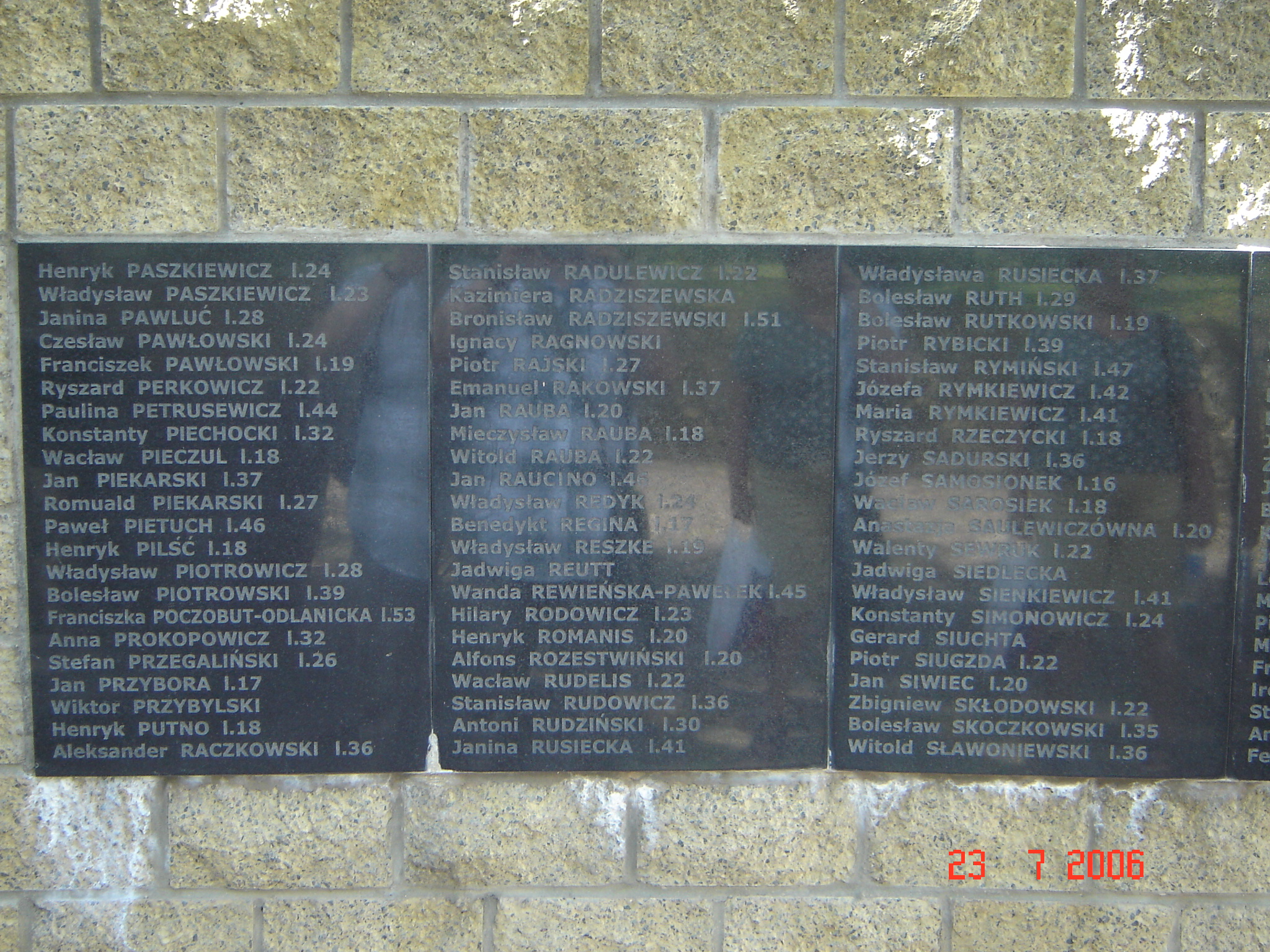
Tablice z nazwiskami zamordowanych Polaków. Polska kwatera wojenna w Ponarach

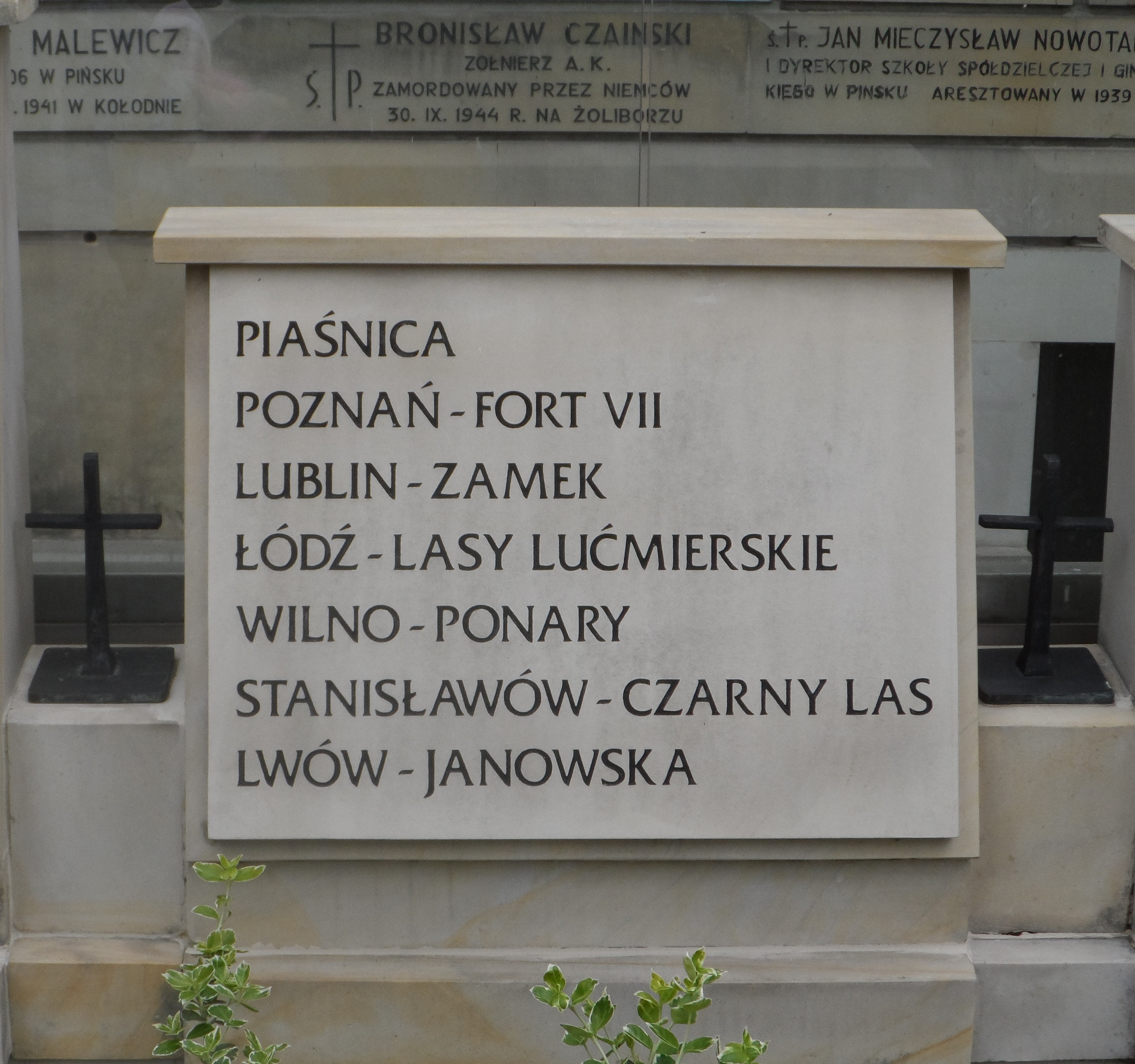
Tablica na terenie kościoła św. Stanisława Kostki w Warszawie, upamiętniająca ofiary niemieckich zbrodni, w tym ofiary Ponar

Prawdopodobnie pierwszych Polaków rozstrzelano w Ponarach już we wrześniu 1941 roku. W niektórych źródłach można bowiem znaleźć informację o rozstrzelaniu tam 27 września 320 polskich więźniów przywiezionych z Łukiszek. Niemniej represje wobec polskiej ludności narastały stopniowo. Co prawda po wkroczeniu wojsk niemieckich litewscy nacjonaliści usiłowali skłonić nowych okupantów do rozprawy z Polakami, jednakże zabiegi te zakończyły się niepowodzeniem. Z niemieckiego punktu widzenia celem priorytetowym była bowiem likwidacja Żydów i komunistów. Ponadto uważano, że zdziesiątkowana represjami NKWD polska inteligencja jest zasadniczo zneutralizowana. W raporcie Einsatzgruppe B z 11 lipca 1941 roku odnotowano:

Można się spodziewać, że Polacy zamieszkali na nowo okupowanych ziemiach polskich, na podstawie ich doświadczeń mogą być nastawieni antykomunistycznie, a także antyżydowsko. Jest oczywiste, że działalność oczyszczającą należy rozciągnąć przede wszystkim na bolszewików i Żydów. Co do polskiej inteligencji i innych, decyzje mogą zostać podjęte później, chyba że istnieje specjalny powód do podjęcia działań w poszczególnych sprawach uznanych za niebezpieczne. Jest więc oczywiste, że tacy Polacy nie muszą być ujęci w ramach akcji oczyszczających, zwłaszcza że mają wielkie znaczenie jako elementy wszczynające pogromy i pomocne w uzyskiwaniu informacji.

Na przełomie października i listopada 1941 roku niemieckie służby bezpieczeństwa zorientowały się, iż na terenie Wileńszczyzny działają polskie organizacje konspiracyjne, które utrzymują kontakt z warszawską centralą Polskiego Państwa Podziemnego. Wkrótce rozpoczęły się pierwsze zakrojone na szeroką skalę aresztowania Polaków. Nasilenie represji odnotowano zwłaszcza z początkiem 1942 roku, znacząco zwiększyła się wtedy liczba aresztowań i egzekucji. Ich ofiarą padali żołnierze i współpracownicy Podziemia, a także osoby oskarżone o współpracę z sowiecką partyzantką, niesienie pomocy Żydom lub zbiegłym jeńcom, posiadanie broni, sabotaż, uchylanie się od obowiązku pracy. Ponadto w myśl zasady odpowiedzialności zbiorowej w odwecie za akcje polskiego i komunistycznego ruchu oporu masowo zatrzymywano zakładników spośród ludności cywilnej. Obiektem represji stała się zwłaszcza polska inteligencja, duchowieństwo katolickie oraz młodzież szkolna.
Osoby zatrzymane przez Gestapo i Saugumę zabierano zwykle na przesłuchanie do siedziby SD i policji bezpieczeństwa przy ul. Ofiarnej 2, a następnie do więzienia na Łukiszkach. Po zakończeniu śledztwa niektórych więźniów wywożono do obozów koncentracyjnych i obozów pracy, na roboty do Niemiec lub do innych więzień na terenie Generalnego Komisariatu Litwy. Skazanych na śmierć rozstrzeliwano w Ponarach, a także w więzieniu na Łukiszkach, w areszcie przy ul. Ofiarnej lub w Forcie IX w Kownie.
Na przełomie 1941/42 roku okupanci rozbili konspiracyjną organizację „Związek Wolnych Polaków”. Około 90 konspiratorów zostało rozstrzelanych w Ponarach podczas trzech egzekucji przeprowadzonych w pierwszej połowie maja 1942 roku. Czwarta egzekucja członków ZWP miała miejsce we wrześniu 1943 roku. W styczniu 1942 roku pod zarzutem niesienia pomocy Żydom aresztowano ks. Romualda Świrkowskiego – proboszcza parafii św. Ducha w Wilnie, kapelana Okręgu Wilno Armii Krajowej. Rozstrzelano go w Ponarach podczas zbiorowej egzekucji w dniu 5 maja 1942 roku. Z kolei w lutym tegoż roku został aresztowany i dwa miesiące później rozstrzelany Zbigniew Skłodowski, komendant ZHP na Litwę Kowieńską.
W lutym i marcu 1942 roku w Wilnie aresztowano blisko 200 członków konspiracji zaangażowanych w tzw. akcję legalizacyjną (podrabianie kartek żywnościowych i dokumentów tożsamości). Trzydziestu dwóch zatrzymanych zostało rozstrzelanych w Ponarach. W gronie ofiar znalazł się proboszcz kościoła św. Piotra i Pawła na Antokolu, a zarazem kierownik akcji – ks. Tadeusz Zawadzki. W czerwcu tegoż roku zatrzymano i niedługo później rozstrzelano w Ponarach trzy pracownice jednej z komórek „Legalizacji”. Kolejne aresztowania uczestników „akcji legalizacyjnej” nastąpiły między lutym a kwietniem 1943 roku. Zatrzymano wtedy około 70 osób, z czego dwadzieścia pięć stracono w Ponarach. Wreszcie pod koniec marca 1944 roku w pracowni technicznej wileńskiej „Legalizacji” zatrzymano czterech konspiratorów, których następnie rozstrzelano w Ponarach.
Gdy w maju 1942 roku sowieccy partyzanci zabili w okolicach Święcian trzech niemieckich urzędników, Niemcy i ich litewscy kolaboranci rozstrzelali w mieście i okolicznych wsiach blisko 450 Polaków. W dodatku z więzienia na Łukiszkach zabrano 150 więźniów narodowości polskiej, których następnie rozstrzelano w Ponarach.
W lipcu 1942 roku miały miejsce kolejne egzekucje, w których rozstrzelano około 40–50 Polaków. 2 grudnia tegoż roku w Ponarach rozstrzelano kilkudziesięciu Polaków, w tym kilku żołnierzy AK. Jedną z ofiar był Stanisław Węsławski – adwokat, kompozytor, konspiracyjny prezydent Wilna. Z kolei wiosną 1943 roku aresztowano i stracono w Ponarach osoby aresztowane pod zarzutem udziału w druku i kolportażu konspiracyjnego pisma „Niepodległość”.
W nocy z 16 na 17 września 1943 roku w Wilnie zatrzymano 140 polskich zakładników, z czego dziesięciu rozstrzelano następnego dnia w Ponarach. W gronie ofiar znaleźli się: prof. Mieczysław Gutkowski (wykładowca skarbowości i prawa skarbowego na Uniwersytecie Stefana Batorego) prof. Kazimierz Pelczar (dziekan wydziału lekarskiego Uniwersytetu Stefana Batorego), Mieczysław Engiel (adwokat), Kazimierz Antuszewicz (inżynier), Stanisław Grynkiewicz (chemik), Eugeniusz Biłgorajski (kapitan rez. WP), Kazimierz Iwanowski (porucznik rez. WP), Tadeusz Lothe (pracownik teatru, mąż aktorki Wandy Stanisławskiej-Lothe i ojciec Jolanty Lothe), Włodzimierz Maurik (kierownik biura), Aleksander Orłowski (robotnik). Zbrodni dokonano w odwecie za zabicie przez żołnierzy AK inspektora litewskiej policji w Wilnie, Marijonasa Podabasa.

### Egzekucje ofiar innych narodowości
Obok Żydów i Polaków w ponarskiej „bazie” masowo rozstrzeliwano także sowieckich jeńców wojennych, których przywożono z okolicznych obozów, członków partii komunistycznej, a także pracowników sowieckiego aparatu okupacyjnego, którzy nie zdążyli zbiec przed nadejściem wojsk niemieckich. Tego typu egzekucje przeprowadzano przede wszystkim w pierwszych miesiącach okupacji. W Ponarach zostali rozstrzelani m.in. Liudas Adomauskas – komisarz kontroli państwowej w rządzie Litewskiej SRR, Andrius Bulota – członek Rady Najwyższej Litewskiej SRR, W. Knywa – komisarz gospodarki komunalnej. Wśród rozstrzelanych znajdowały się także żony oficerów Armii Czerwonej, które po wybuchu wojny nie zdołały się ewakuować na wschód.
W Ponarach zamordowano co najmniej 40 osób narodowości romskiej.
Prawdopodobnie 20 maja 1944 roku w Ponarach rozstrzelano 20 oficerów i żołnierzy litewskiej formacji kolaboracyjnej Lietuvos vietinė rinktinė, których oskarżono o tchórzostwo po przegranej bitwie pod Murowaną Oszmianką.

### Liczba ofiar
Próby ustalenia liczby osób zamordowanych w Ponarach podejmowano jeszcze przed zakończeniem działań wojennych. Przedstawiciele 5. Armii 3. Frontu Białoruskiego, którzy badali miejsce kaźni w lipcu 1944 roku, oszacowali ją na ponad 200 tys. Z kolei komendant Okręgu Wilno Armii Krajowej w raporcie dla Komendy Głównej AK z 26 września 1944 roku informował, że w ciągu trzech lat w Ponarach zamordowano około 130–160 tys. osób, z czego 25–30 proc. stanowić mieli Polacy. Sprawę zbrodni ponarskiej poruszono także w trakcie procesu głównych niemieckich zbrodniarzy wojennych w Norymberdze. W wyroku z 30 września – 1 października 1946 roku Międzynarodowy Trybunał Wojskowy orzekł, że w Ponarach zostało zamordowanych co najmniej 100 tys. „obywateli sowieckich”.
W literaturze historycznej przez długi czas obowiązywał pogląd, że w Ponarach zamordowano około 100 tys. osób. Liczbę ofiar narodowości żydowskiej zazwyczaj szacowano przy tym na około 70 tys. osób. Polscy historycy byli natomiast skłonni szacować liczbę ofiar narodowości polskiej na kilkanaście tysięcy, a nawet 20 tys. osób.
Monika Tomkiewicz, autorka jedynej jak dotąd naukowej monografii na temat zbrodni ponarskiej, wydanej w 2008 roku przez Instytut Pamięci Narodowej, stoi na stanowisku, iż liczba 100 tys. ofiar jest zawyżona. Na podstawie własnych badań oszacowała, że w Ponarach zostało zamordowanych około 80 tys. osób, w tym:
- około 72 tys. Żydów,
- około 5 tys. sowieckich jeńców wojennych,
- około 1,5–2 tys. Polaków,
- około 1 tys. działaczy komunistycznych różnych narodowości,
- około 40 Romów.

Śledztwo prowadzone przez IPN w sprawie zbrodni w Ponarach pozwoliło zidentyfikować 292 ofiary narodowości polskiej. Ustalono także nazwiska 49 osób, co do których istnieje duże prawdopodobieństwo, że zostały zamordowane w ponarskiej „bazie”, lecz nie można tego jednoznacznie potwierdzić.
Masowe egzekucje w Ponarach były największą zbrodnią popełnioną przez okupantów niemieckich na Kresach Północno-Wschodnich II Rzeczypospolitej. Ponary bywają nazywane „wileńskim Katyniem” lub „wileńską Golgotą”.

## Wiedza na temat zbrodni w okresie okupacji
Na początku lipca 1941 roku mieszkańcy Ponar po raz pierwszy usłyszeli dochodzące z „bazy” odgłosy strzałów. W tym okresie miejsce kaźni nie było jeszcze ściśle strzeżone. Jednemu z miejscowych Polaków udało się nawet przedostać na teren „bazy” i odnaleźć niezbyt starannie ukryte ślady egzekucji.
Mniej więcej w tym samym czasie żołnierze stacjonującej w pobliżu Ponar jednostki transportowej Wehrmachtu zaobserwowali kolumny Żydów prowadzone na miejsce straceń i usłyszeli dochodzące z lasu odgłosy wystrzałów. Niektórzy z nich wiedzeni ciekawością wybrali się do „bazy”, gdzie kilkukrotnie stali się bezpośrednimi świadkami egzekucji. Jeden z żołnierzy zdołał nawet wykonać kilka zdjęć, które przetrwały wojnę i stały się dowodem popełnionych w Ponarach zbrodni.
Ofiary wiezione na miejsce egzekucji były fałszywie informowane, że są zabierane na roboty przymusowe. Relacje świadków wskazują, że jeszcze wiosną 1942 roku niektórzy skazańcy byli przekonani o prawdziwości tych zapewnień. Z czasem wiedza na temat zbrodni ponarskiej stała się jednak bardziej powszechna. Jeden ze świadków wspominał, że pewnego razu ze zmierzającej do „bazy” ciężarówki wyrzucono kawałek pudełka na papierosy, na którym zapisano w języku polskim „jedziemy na śmierć z Łukiszek”.
W lipcu i sierpniu 1941 roku wileńscy Żydzi wciąż pozostawali przekonani, że ich krewnych i znajomych Niemcy wywieźli na roboty przymusowe do „getta nr 3 w Ponarach” lub do Mińska. Na początku września do Wilna przedostało się sześć lekko rannych Żydówek. Były to ofiary „wielkiej prowokacji”, którym udało się przeżyć egzekucję i wydostać spod zwałów zwłok. Personel żydowskiego szpitala zachował ich relacje w sekrecie, obawiając się, że kobiety zostaną zabite przez Niemców. Wkrótce do żydowskiej dzielnicy zaczęli docierać inni ocalali z egzekucji w Ponarach. Judenrat „dużego getta”, na którego czele stał Jakub Gens, skutecznie nie dopuszczał jednak do rozprzestrzeniania się wieści o ludobójstwie. Najprawdopodobniej żydowscy przywódcy wyszli z założenia, że nie ma możliwości ocalenia niepracujących Żydów, natomiast możliwe będzie uratowanie tych rodaków, którzy pracują na rzecz Niemców, stąd byli zdeterminowani, aby lojalnie wypełniać polecenia okupanta i nie dopuścić do niepokojów, które mogłyby zagrozić istnieniu getta. Dopiero na przełomie 1941/42 roku wiadomości o masakrach w Ponarach zaczęły docierać do ogółu ludności getta. 31 grudnia działacze syjonistycznych organizacji młodzieżowych zorganizowali publiczne zebranie w garkuchni przy ul. Straszuna. Odczytano wtedy manifest, który informował, że Żydzi, których w ostatnich miesiącach zabrano z getta, zostali wymordowani w Ponarach oraz wzywał żydowską młodzież do walki.
W październiku 1941 roku działacze Droru i Ha-Szomer Ha-Cair z getta warszawskiego zdołali za pośrednictwem polskiego kuriera, harcerza Henryka Grabowskiego, nawiązać kontakt z gettem wileńskim. Uzyskano wtedy pierwsze informacje o zbrodniach, których ofiarą padali Żydzi z Wileńszczyzny. Jeszcze w tym samym miesiącu do Warszawy przedostał się Izrael Chaim Wilner, a w grudniu dotarli tam inni wysłannicy młodzieżowych ugrupowań syjonistycznych z Wilna. Potwierdzili oni wcześniejsze doniesienia o masowych mordach, uzupełniając jednocześnie, iż są one dokonywane w Ponarach. Ich relacje zostały spisane przez członków Oneg Szabat. Informacje o eksterminacji wileńskich Żydów, oparte najprawdopodobniej na relacji Wilnera, opublikowano także pod koniec października 1941 roku na łamach podziemnego pisma „Neged ha-Zerem”, wydawanego w getcie warszawskim przez Ha-Szomer Ha-Cair. Niemniej żydowscy przywódcy z Warszawy przez długi czas z niedowierzaniem reagowali na ostrzeżenia wileńskich działaczy, że egzekucje w Ponarach i innych miejscach kaźni na Kresach Wschodnich stanowią preludium do całkowitej eksterminacji narodu żydowskiego. Podobnie zareagował przewodniczący Judenratu w Grodnie Dawid Brawer, którego kurierka wileńskiego He-Chaluc, Bella Hazan, poinformowała pod koniec 1941 roku o masowych zbrodniach w Wilnie i Ponarach.
W kwietniu 1942 roku działająca w wileńskim getcie Zjednoczona Organizacja Partyzancka (FPO) wysłała trzyosobową delegację do gett w Białymstoku i Warszawie. Jej zadaniem było dostarczyć pisemne relacje osób ocalałych z egzekucji w Ponarach, a także proklamację FPO, która ostrzegała, iż Niemcy przystąpili do całkowitej eksterminacji narodu żydowskiego oraz wzywała wszystkich Żydów do walki zbrojnej. Wysłannicy zdołali dotrzeć do getta białostockiego, lecz w drodze do Warszawy zostali aresztowani na stacji w Małkini i kilka miesięcy później rozstrzelani na Pawiaku. Jesienią 1942 roku wysłannicy FPO podjęli także nieudaną próbę przedostania się przez linię frontu i powiadomienia władz sowieckich o eksterminacji Żydów prowadzonej w Ponarach.
Zbrodnie dokonywane w Ponarach zostały odnotowane w raportach Polskiego Państwa Podziemnego. Polski wywiad usiłował w miarę możliwości rejestrować przeprowadzane tam egzekucje. Wileńska AK informowała o nich w swoich ulotkach i odezwach. W czerwcu 1942 roku na łamach „New York Timesa” i „London Evening Standard” pojawiły się informacje o zabiciu tysiąca Żydów w Ponarach.

## Próby zatarcia śladów zbrodni

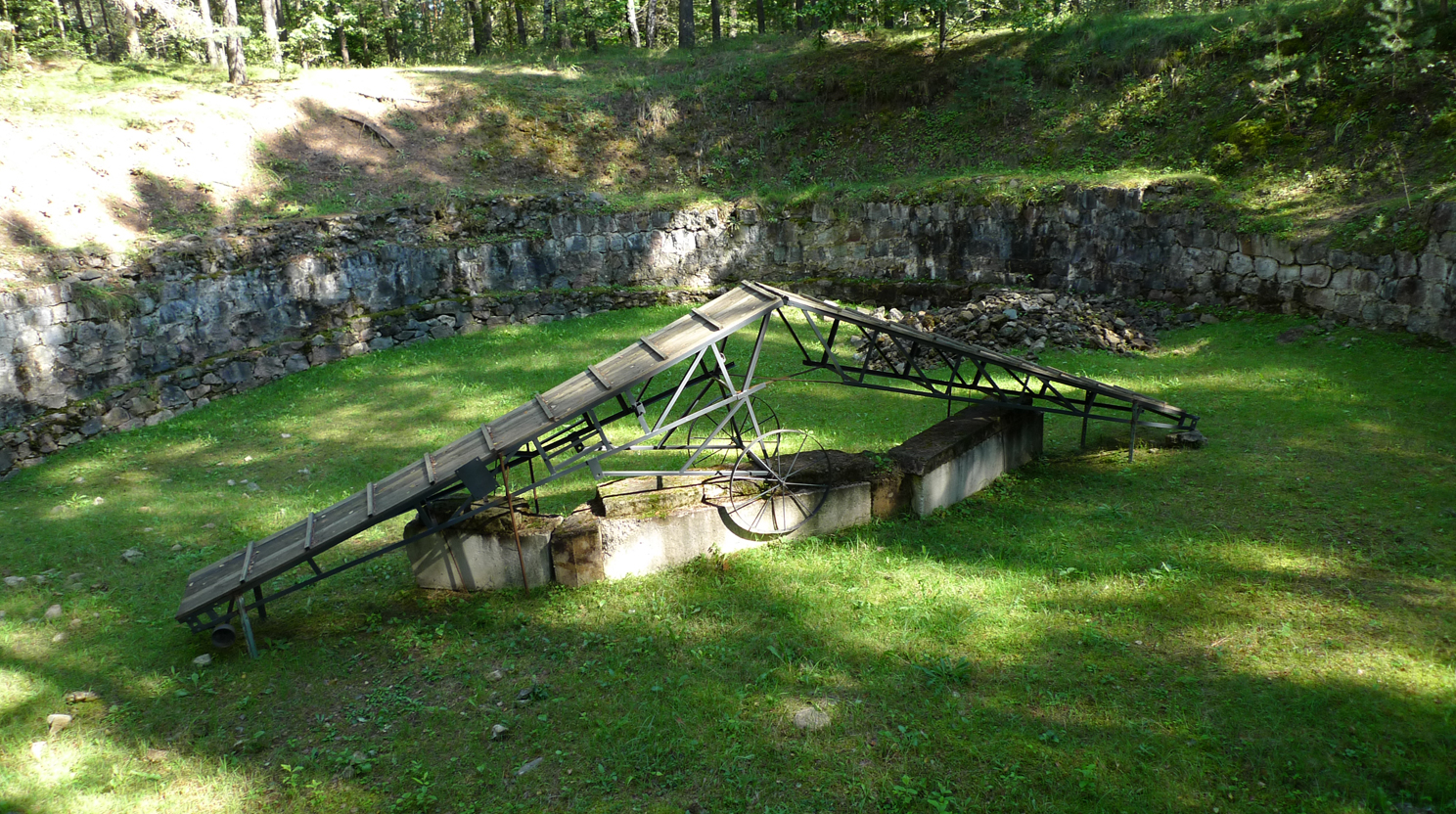
Wykop, w którym w latach 1943–1944 palone były zwłoki ofiar

W związku z pogarszającą się sytuacją na froncie wschodnim Niemcy przystąpili w 1943 roku do zacierania śladów zbrodni, które popełnili w Europie Środkowo-Wschodniej. W tym celu utworzono specjalną jednostkę o nazwie Sonderkommando 1005. Członkowie komanda przybyli do Ponar w grudniu 1943 roku. Już dwa miesiące wcześniej wileńskie Gestapo rozpoczęło jednak przygotowania do akcji specjalnej. Na początek wysiedlono mieszkańców najbliżej położonych domów oraz sprowadzono do „bazy” duże ilości chlorowanego wapna. Pod koniec listopada do Ponar przywieziono więźniów, którzy mieli pracować przy ekshumacji i paleniu zwłok. Monika Tomkiewicz podaje, że w grupie tej znajdowało się 44 Żydów z Wilna, 38 jeńców sowieckich oraz Polak o nazwisku Iwaszkiewicz. Z kolei według Jicchaka Arada składała się z 70 Żydów z Wilna i okolic oraz 10 jeńców, z których dziewięciu było narodowości żydowskiej. Arad podaje również, że wśród więźniów znajdowały się cztery kobiety, które pracowały jako kucharki i sprzątaczki.
Więźniów przetrzymywano w jednym z dużych wykopów na terenie bazy. Przekształcono go w ziemiankę, w której znajdowały się m.in. prowizoryczna kuchnia i spiżarnia. Całość, oprócz latryny, przykryto prowizorycznym dachem z desek i papy. Z ziemianki więźniowie mogli się wydostać tylko po drabinach, które strażnicy wyciągali później na zewnątrz. Gdy w Boże Narodzenie 1943 roku grupa więźniów Sonderkommando 1005 uciekła z miejsca kaźni w Forcie IX w Kownie, Niemcy zaostrzyli środki bezpieczeństwa w Ponarach. Teren wokół ziemianki ogrodzono drutem kolczastym i częściowo zaminowano, a więźniom zaczęto skuwać nogi kajdanami.
Prace przy zacieraniu śladów zbrodni trwały od końca listopada 1943 roku do czerwca 1944 roku. Pod nadzorem Niemców więźniowie otwierali masowe groby i wyciągali zwłoki, używając do tego metalowych haków przytwierdzonych do półtorametrowych drągów. Zwłoki, często znajdujące się w stanie zaawansowanego rozkładu, poddawano oględzinom, poszukując złotych zębów i ukrytej biżuterii, po czym znoszono na stosy i podpalano. Po zakończeniu kremacji więźniowie rozbijali kości na drobne cząstki, po czym wraz z popiołami wrzucali ponownie do masowych grobów i zasypywali warstwą piasku. Według jednego z żydowskich więźniów do połowy kwietnia 1944 roku unicestwiono w ten sposób 68 tys. zwłok.
Po pewnym czasie więźniowie postanowili zaryzykować próbę ucieczki. W tym celu przystąpili do kopania tunelu, początkowo posługując się patykami i łyżkami, a później dwiema deskami wyjętymi ze ściany spiżarni. Wydobyty piasek, łącznie 20m³, ukradkiem wynoszono w kieszeniach i wysypywano w czasie pracy. Po upływie 2,5 miesiąca gotowy był tunel o długości 30 metrów. Zbiorowa ucieczka nastąpiła w nocy z 15 na 16 kwietnia 1944 roku. Więźniowie rozkuli kajdany przy pomocy metalowego pilnika odnalezionego przy zwłokach, po czym zaczęli kolejno wchodzić do tunelu. Gdy 25 więźniów znajdowało się już na zewnątrz, strażnicy wszczęli alarm, uniemożliwiając pozostałym ucieczkę. Dwunastu uciekinierów zastrzelono w czasie pościgu. Spośród pozostałych, jedenastu zdołało przedostać się do Puszczy Rudnickiej, gdzie dołączyli do sowieckiej partyzantki.
Aby kontynuować akcję zacierania śladów zbrodni, Niemcy sprowadzili z obozu przy fabryce „Kailio” 70 lub 86 Żydów. W lipcu 1944 roku, na krótko przed nadejściem Armii Czerwonej, wszyscy więźniowie zostali zamordowani.
W 2016 roku archeolodzy odkryli w Ponarach pozostałości tunelu, którym uciekli więźniowie Sonderkommando 1005.

## Pamięć

### Upamiętnienie miejsca zbrodni

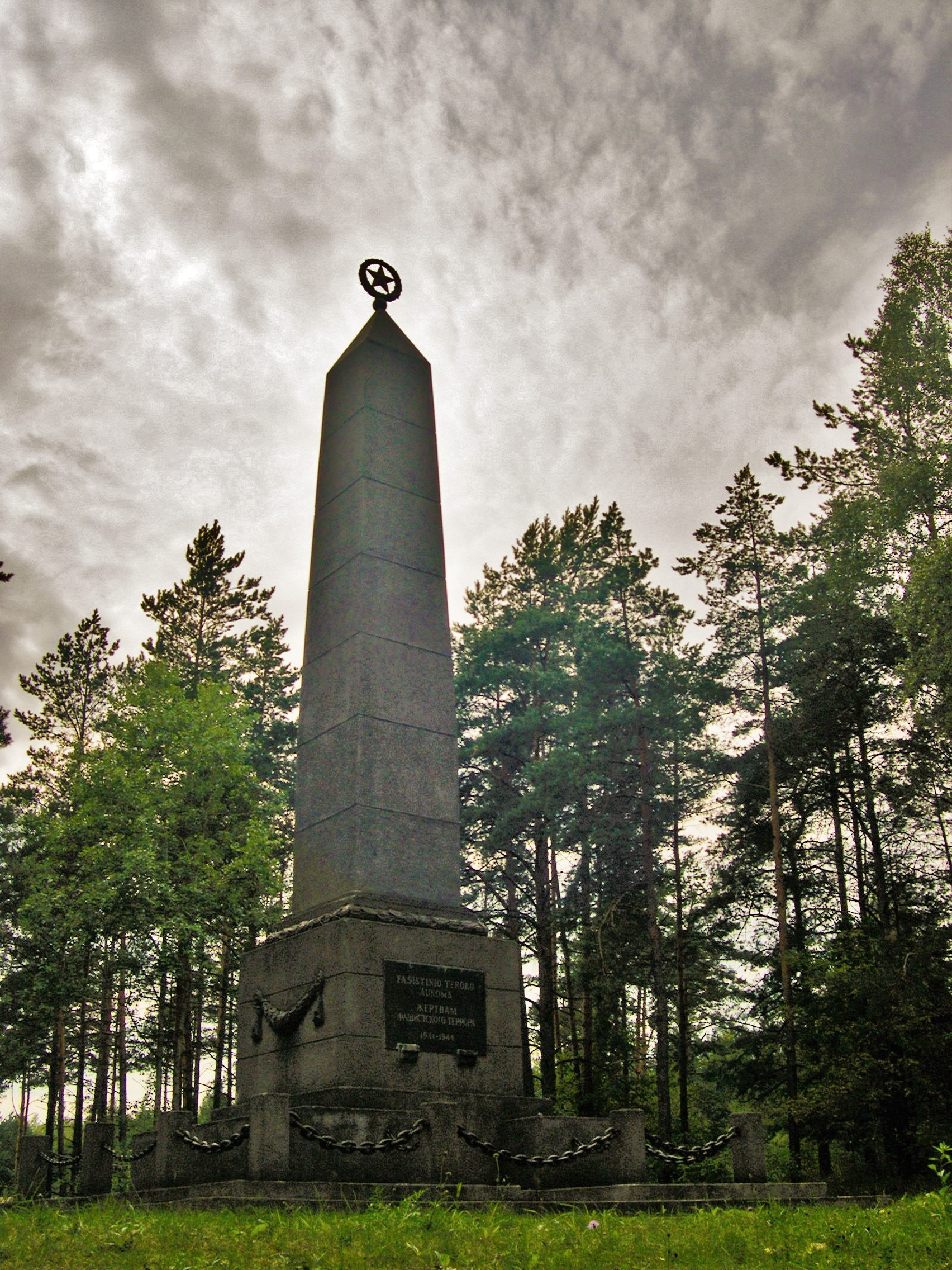
Ponary. Monument wzniesiony w czasach rządów sowieckich

W sierpniu 1944 roku powołana przez władze sowieckie „Komisja Nadzwyczajna ds. badania zbrodni hitlerowskich popełnionych od 1941 do 5 sierpnia 1944 r. w Litewskiej SRR” zbadała miejsce zbrodni w Ponarach. Z „dołów śmierci” wydobyto 515 zwłok, które poddano oględzinom. Udało się wtedy zidentyfikować pięć ciał. Odnaleziono także duże ilości ludzkich kości i popiołów oraz przedmioty i dokumenty osobiste.
W 1945 roku ocalali wileńscy Żydzi samorzutnie utworzyli w Ponarach improwizowane miejsce pamięci. Zostało ono jednak szybko zlikwidowane przez władze sowieckie. Sowieci zniszczyli także krzyż, który mieszkańcy Wilna postawili w „bazie” w pierwszej połowie lat 50. Sami początkowo ograniczyli się natomiast do zainstalowania w miejscu zbrodni drewnianych tabliczek informacyjnych w językach rosyjskim i litewskim. W 1948 roku w Ponarach odsłonięto kamienny obelisk zwieńczony pięcioramienną gwiazdą. Pomnik nie zawierał żadnych odniesień do narodowości ofiar, a znajdująca się na nim krótka inskrypcja w językach litewskim i rosyjskim głosiła jedynie:

Ofiarom faszystowskiego terroru 1941–1944

Przez kilkadziesiąt lat miejsce pamięci pozostawało zaniedbane i zapomniane. W 1980 roku w Ponarach otworzono niewielkie muzeum martyrologiczne, które jednak już rok później uległo zniszczeniu na skutek pożaru. Dopiero w 1985 roku władze sowieckie uporządkowały teren dawnej „bazy” i wzniosły tam zespół pomnikowy, a także nowy murowany budynek muzealny autorstwa Jautisa Makariunasa. Pozostałości sześciu masowych grobów otoczono kamiennymi krawężnikami, a ich zbocza umocniono i pokryto murawą. Pięć dołów oznaczono tabliczkami z napisami w języku rosyjskim i litewskim, które informują: „Tu hitlerowscy okupanci spalili wykopane trupy”. Przy szóstym, największym, znajduje się natomiast tabliczka z napisem: „W tej ośmiometrowej jamie hitlerowscy okupanci trzymali więźniów, których zmuszali wykopywać trupy i kruszyć ich kości”. Przy wejściu na teren zespołu pomnikowego ustawiono dwie kamienne tablice, na których w językach litewskim i rosyjskim zapisano:

Tu w ponarskim lesie od lipca 1941 do lipca 1944 hitlerowcy rozstrzelali ponad 100 tysięcy obywateli sowieckich
Ukrywając ślady swoich zbrodni, faszystowscy okupanci od grudnia 1943 roku palili zwłoki rozstrzelanych

Postępująca liberalizacja systemu, a następnie rozpad ZSRR sprawiły, że możliwe stało się wzbogacenie miejsca pamięci w Ponarach o akcenty żydowskie i polskie. W 1990 roku w „bazie” postawiono i poświęcono drewniany krzyż o wysokości 10 metrów, upamiętniający zamordowanych Polaków. Przed krzyżem stanęła granitowa tablica pamiątkowa, na której widnieje napis w języku polskim:

1941–1944. Pamięci wielu tysięcy Polaków zamordowanych w Ponarach. W hołdzie Rodacy Ziemi Wileńskiej. Wieczny odpoczynek racz im dać Panie a światłość wiekuista niechaj im świeci Amen.

W 1990 roku przy wejściu na teren „bazy” umieszczono także granitową tablicę z gwiazdą Dawida i inskrypcją w językach: jidysz, hebrajskim, litewskim i rosyjskim, która informowała, że wśród ofiar znajdowało się 70 tys. Żydów – mężczyzn, kobiet i dzieci. Rok później w Ponarach stanął pomnik upamiętniający żydowskie ofiary. Jego wygląd przywodzi na myśl żydowskie kamienie nagrobne, widnieje na nim także metalowa gwiazda Dawida i menora wykonana z brązu. Inskrypcja na pomniku, zapisana w językach: hebrajskim, jidysz, litewskim, angielskim i rosyjskim, głosi:

Wieczna pamięć 70 tysiącom Żydów z Wilna i okolic, zamordowanym i spalonym tutaj w Ponarach przez nazistowskich oprawców i ich pomocników

Staraniem Rady Ochrony Pamięci Walk i Męczeństwa ekspozycję muzealną uzupełniono w 1992 roku o materiały dotyczące polskich ofiar. W 2000 roku drewniany krzyż w „Polskiej kwaterze wojennej” zastąpiono nowym, wykonanym z metalu. Samą kwaterę otoczono natomiast kamiennym ogrodzeniem z metalową furtką oraz uzupełniono o kolejne tablice pamiątkowe, zawierające m.in. nazwiska zamordowanych. Na jednej z tablic znalazła się inskrypcja w języku polskim i litewskim:

Żołnierze Armii Krajowej, Polskiego Państwa Podziemnego, polska inteligencja i młodzież, którzy oddali życie za wolność ojczystej ziemi. Cześć ich pamięci
Rząd Rzeczypospolitej Polskiej

W obrębie zespołu pomnikowego w Ponarach znajdują się obecnie także inne krzyże, pamiątkowe głazy i niewielkie pomniki, które upamiętniają m.in. zamordowanych jeńców sowieckich, Litwinów rozstrzelanych w 1941 roku, żołnierzy Lietuvos vietinė rinktinė rozstrzelanych w 1944 roku, wileńskich Żydów zabitych w 1944 roku. Zmieniono także napisy na pochodzących z 1985 roku tablicach przy wejściu na teren „bazy”, dodając informację, iż obok „hitlerowców” sprawcami zbrodni byli ich „lokalni pomocnicy”. Od 2013 roku miejsce pamięci znajduje się w pieczy Państwowego Muzeum Żydowskiego im. Gaona w Wilnie.

### Pamięć o zbrodni ponarskiej w Polsce

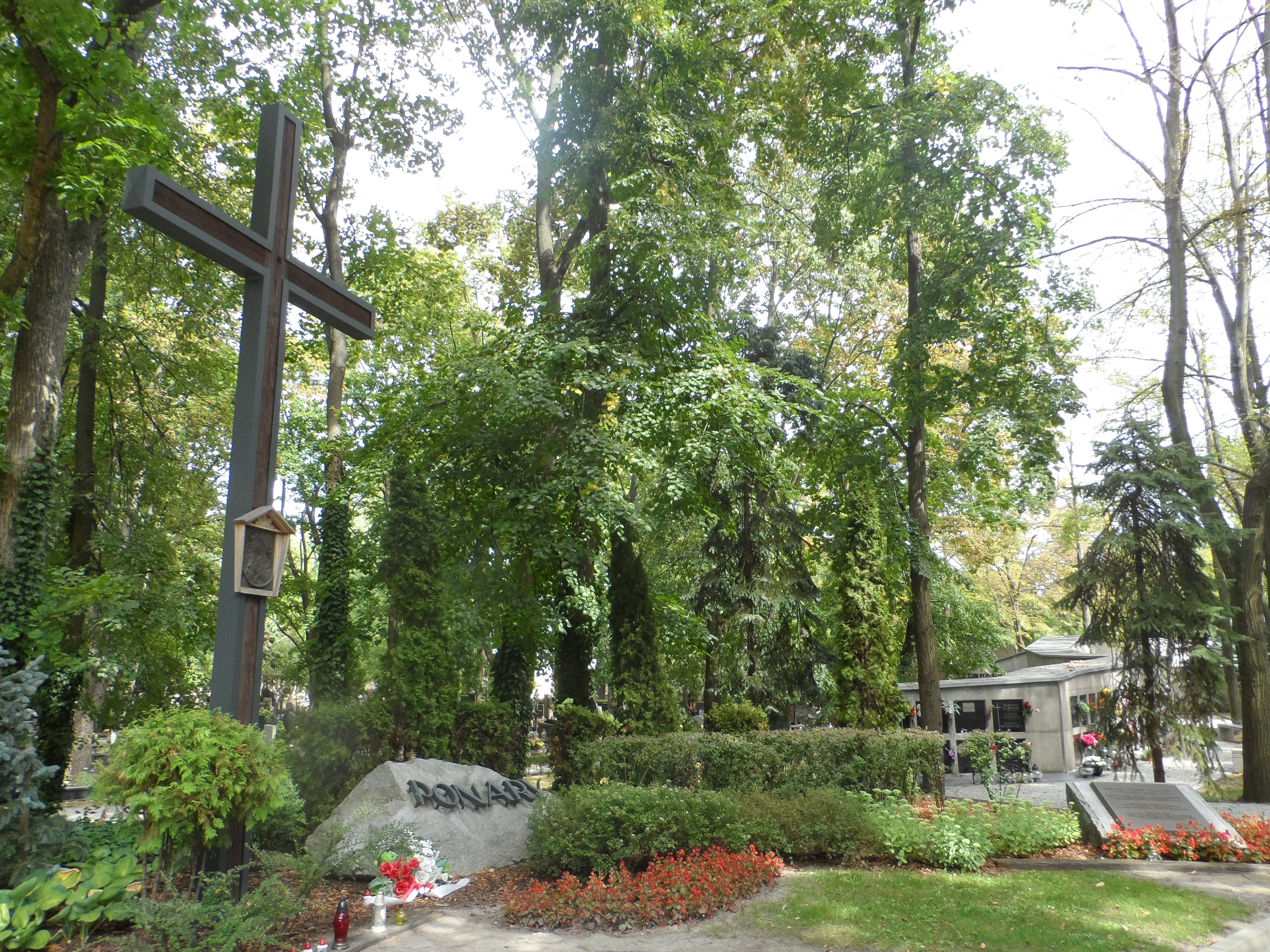
Pomnik ku czci ofiar zbrodni ponarskiej na Cmentarzu Wojskowym na Powązkach

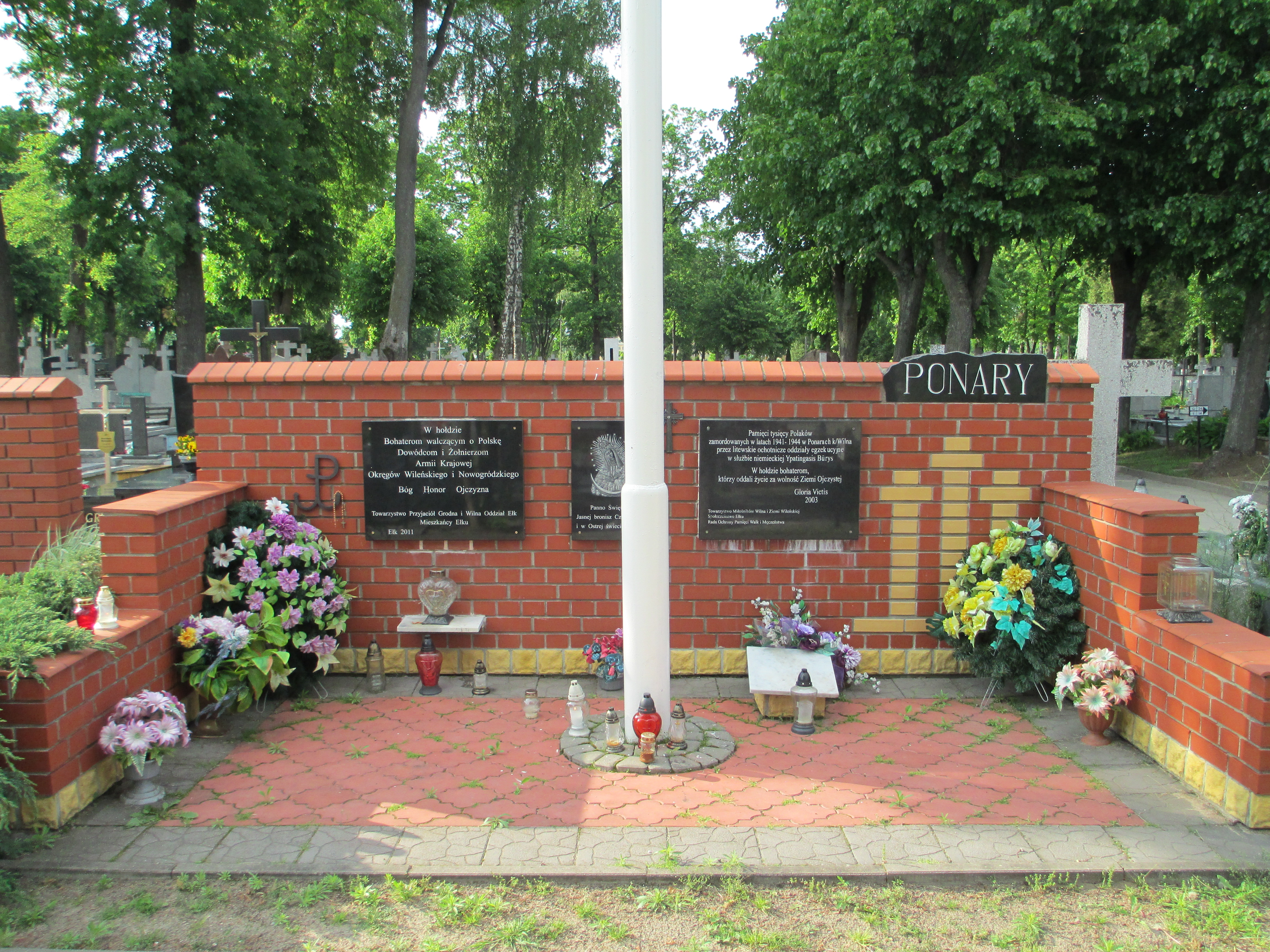
Upamiętnienie ofiar zbrodni ponarskiej na Cmentarzu Komunalnym i Wojskowym w Ełku

W Polsce ofiary zbrodni ponarskiej upamiętniono licznymi tablicami pamiątkowymi. Pierwszą z nich odsłonięto w 1986 roku w kościele św. Jacka w Warszawie. Niewielkie pomniki upamiętniające ofiary Ponar odsłonięto m.in. na Cmentarzu Wojskowym na Powązkach w Warszawie (1997), na Cmentarzu Komunalnym i Wojskowym w Ełku (2003), na Cmentarzu Centralnym w Szczecinie (2012) oraz na Cmentarzu Łostowickim w Gdańsku (2018).
W 1994 roku z inicjatywy Heleny Pasierbskiej powołano do życia Stowarzyszenie „Rodzina Ponarska”, zrzeszające przede wszystkim krewnych i przyjaciół polskich ofiar zbrodni ponarskiej. Od 1997 roku każdego 12 maja stowarzyszenie organizuje obchody „Dnia Ponarskiego”.

### Kazimierz Sakowicz i jego dziennik
Jednym z najważniejszych świadków zbrodni był Kazimierz Sakowicz – przedwojenny dziennikarz, członek polskiego ruchu oporu, którego dom znajdował się w odległości zaledwie kilkudziesięciu metrów od ponarskiej „bazy”. Przez trzy lata Sakowicz potajemnie prowadził obserwację miejsca egzekucji, notował oznaczenia wagonów i numery rejestracyjne samochodów, zdobywał informacje od innych świadków zbrodni. Swoje ustalenia spisywał na małych kartkach, chował do butelek i zakopywał w ogrodzie. Po wojnie udało się odnaleźć jego notatki z okresu od 11 lipca 1941 do 6 listopada 1943. 5 lipca 1944 roku Sakowicz został śmiertelnie postrzelony przez członków Ypatingasis būrys. Prawdopodobnie zabrali oni wtedy jego notatki spisane po 6 listopada 1943 roku, chcąc w ten sposób zataić dowody swoich zbrodni.
Zapiski Sakowicza zostały w 1952 roku odnalezione przez sąsiadów, którzy przekopywali jego ogródek w poszukiwaniu złota. Przekazano je do Muzeum Żydowskiego w Wilnie, a po jego zamknięciu trafiły do Litewskiego Centralnego Archiwum Państwowego i Litewskiego Muzeum Narodowego. Posłużyły m.in. jako materiał dowodowy w czasie powojennych procesów członków Ypatingasis būrys. Dziennik Sakowicza po raz pierwszy wydano drukiem w Polsce w 1999 roku. W kolejnych latach ukazały się jego wydania w językach: hebrajskim (2000), niemieckim (2003), angielskim (2005) i litewskim (2012).

## Odpowiedzialność sprawców
Część niemieckich sprawców zbrodni w Ponarach została pociągnięta do odpowiedzialności karnej.
- Walter Blume, dowódca Sonderkommando 7a, które operowało w ostatnich dniach czerwca 1941 na terenie Wilna, został skazany w procesie Einsatzgruppen na karę śmierci (1948). Wyrok zamieniono później na 25 lat pozbawienia wolności[225].
- Martin Weiss, dowódca Ypatingasis būrys, został w lutym 1950 roku uznany winnym zamordowania siedmiu osób i pomocnictwa zabiciu 30 tys. osób w Ponarach. Wyrokiem sądu krajowego w Würzburgu skazano go na karę dożywotniego pozbawienia wolności. W 1977 roku został w drodze łaski zwolniony z więzienia. Sądzony wraz z nim August Hering został uznany winnym zabicia jednej osoby i pomocnictwa w zamordowaniu kolejnych 4 tys. osób. Skazano go na karę dożywotniego pozbawienia wolności, zamienioną później na 15 lat więzienia[226].
- Alfred Filbert, dowódca Einsatzkommando 9, został w czerwcu 1962 roku skazany przez sąd krajowy w Berlinie Zachodnim na karę dożywotniego pozbawienia wolności. W trakcie procesu udowodniono mu m.in. wydanie rozkazu zamordowania co najmniej 4 tys. Żydów w rejonie Wilna. Po trzynastu latach odbywania kary Filbert został zwolniony z więzienia[227].

Karl Jäger, dowódca Einsatzkommando 3, a później komendant SD i policji bezpieczeństwa w Generalnym Komisariacie Litwy, został w kwietniu 1959 roku aresztowany w Niemczech Zachodnich. Dwa miesiące później popełnił samobójstwo w areszcie.
22 członków Ypatingasis būrys zostało osądzonych w Związku Radzieckim. Trzynastu skazano na karę śmierci, pozostali otrzymali wyroki od 10 do 25 lat obozu pracy. Pierwszy ze zbrodniarzy został osądzony we wrześniu 1944 roku, ostatni w lutym 1978 roku. W kilku wypadkach członkowie oddziału zostali osądzeni dwukrotnie; najpierw ukarano ich za pomocnictwo w zbrodni, a później wymierzono znacznie surowsze wyroki, gdy wyszło na jaw, że osobiście dokonywali mordów. Niektórzy ze skazanych zostali po 1990 roku uznani za ofiary sowieckich represji politycznych i zrehabilitowani przez prokuratora generalnego niepodległej Litwy. Otrzymali także finansowe rekompensaty.
Procesy członków Ypatingasis būrys odbyły się także w Polskiej Rzeczypospolitej Ludowej. W listopadzie 1973 roku sąd wojewódzki w Warszawie skazał na karę śmierci Józefa Miakisza (Juozasa Makisziusa), Władysława Butkuna (Władasa Butkunasa) i Jana Borkowskiego (Jonasa Barkauskasa). W drodze łaski Rada Państwa zmniejszyła później te wyroki do 25 lat pozbawienia wolności. Z kolei w czerwcu 1977 roku sąd okręgowy w Olsztynie skazał na karę 25 lat więzienia Wiktora Gliwińskiego (Wiktorasa Galwanauskasa), któremu udowodniono udział w masowych egzekucjach w Ponarach. Sąd Najwyższy podwyższył wyrok na karę śmierci, lecz Rada Państwa ponownie skorzystała z prawa łaski, zamieniając go na 25 lat pozbawienia wolności.
Aleksander Lileikis, dowódca Saugumy w okręgu wileńskim, zamieszkał po wojnie w USA. W 1995 roku litewska prokuratura wszczęła przeciwko niemu śledztwo. W lipcu 2000 roku postępowanie zostało umorzone ze względu na zły stan zdrowia oskarżonego. Lileikis zmarł niespełna trzy miesiące później.
Prawdopodobnie niektórzy członkowie Ypatingasis būrys uniknęli kary, gdyż po wojnie zgodzili się podjąć współpracę agenturalną z sowieckimi organami bezpieczeństwa. Pewna liczba sprawców zdołała także uciec na Zachód. Niewyjaśnione pozostają losy jednego z litewskich dowódców oddziału, Balysa Norwaiszy. Jego rodzina twierdziła, że zginął podczas alianckiego nalotu, jednakże jest możliwe, że po 1945 roku wyemigrował do USA.

## W kulturze
Noah Wołkowski, mieszkaniec getta wileńskiego, poświęcił zbrodni ponarskiej wiersz, któremu nadał tytuł Kołysanka Ponar. Utwór ten, napisany pierwotnie w języku polskim, przełożył na jidysz Szmerke Kaczergiński. W ten sposób powstała piosenka Shtiler, Shtiler do której muzykę skomponował Alik Wołkowski (syn Noaha). Zdobyła szybko wielką popularność w getcie.
Naocznym świadkiem jednej z egzekucji przeprowadzonych w Ponarach był Józef Mackiewicz. Zbrodni ponarskiej poświęcił on później reportaż-opowiadanie Ponary–„Baza”, który opublikowano po raz pierwszy w 1945 roku na łamach czasopisma „Orzeł Biały”. Tekst ten w zmodyfikowanej formie Mackiewicz włączył także do swej powieści Nie trzeba głośno mówić (1969). Opublikowano go również w zbiorze reportaży i opowiadań Mackiewicza pt. Fakty, przyroda i ludzie (1984).
Do zbrodni ponarskiej nawiązywali w swych wierszach polscy poeci: Bronisława Fastowicz, Barbara Jedynak, Krystyna Jurkiewicz, Krystyna Konecka, Jan Nagrabiecki, Lusia Ogińska, Stefania Smoterowa, Henryk Szylkin, Kazimierz Józef Węgrzyn.